# Toulouse
Toulouse ([tuluːz] okzitanisch Tolosa [tuˈluzɔ]; deutsch veraltet: Tholosen) ist eine Stadt in Südfrankreich an der Garonne.
In der Kernstadt lebten (Stand: 1. Januar 2022) 511.684 Einwohner, im Gemeindeverband Toulouse Métropole 806.503 Einwohner, im Ballungsgebiet eine Million Einwohner und in der gesamten Metropolregion 1,5 Mio. Einwohner – damit ist Toulouse die viertgrößte Stadt Frankreichs.
Toulouse ist die Hauptstadt der Verwaltungsregion Okzitanien sowie Verwaltungssitz des Départements  Haute-Garonne. Bis zur Französischen Revolution war die Stadt offizielle Hauptstadt der Provinz Languedoc. Im Mittelalter war sie Hauptstadt der Region Okzitanien.

## Geografie
Toulouse liegt auf einer Höhe von 146 m am Fluss Garonne, in den hier der Touch einmündet. Die Stadt ist durch Kanäle – den Canal du Midi und den Garonne-Seitenkanal – mit dem Mittelmeer und dem Atlantik verbunden. Toulouse ist (Luftlinie) 589 km von Paris entfernt.

## Geschichte
Toulouse war unter dem Namen Tolose eine wichtige gallische Stadt, die sich damals acht Kilometer südlich bei Vieille-Toulouse befand. Hier trug sich 106 v. Chr. der Raub des Goldes von Tolosa durch Quintus Servilius Caepio zu. Toulouse wurde ab diesem Zeitpunkt eine wichtige Stadt des Römischen Reichs und Tolosa (lat.) genannt. Es war die Hauptstadt der Provinz Gallia Narbonensis zwischen Mittelmeer und Atlantik und hatte zwischen 20.000 und 50.000 Einwohner. Etwa im Jahr 8 v. Chr. wurden die Einwohner, vermutlich auf römischen Befehl, an die Stelle der heutigen Stadtmitte umgesiedelt. Ab dem 4. Jahrhundert war Toulouse Sitz des Erzbistums Toulouse. Zahlreiche Straßen in der Toulouser Innenstadt folgen noch dem Grundriss der römischen Siedlung.
413 wurde Toulouse Teil des Westgotenreichs. West- und Mittelteil des westgotischen Königspalastes wurden 1988 unter dem Hôpital Larrey zum Teil ausgegraben. Allein der Westflügel hatte eine Grundfläche von 90 × 30 m. Sidonius Apollinaris hat die Anlage beschrieben.  418 schlossen die Westgoten einen Pakt mit dem römischen Kaiser. 507 kam es nach der Niederlage der Westgoten gegen die Franken zum Ende des Toulouser Westgoten-Königreichs. 721 wurde die Stadt in der Schlacht von Toulouse mehrere Monate erfolglos von Arabern belagert. Zwischen 781 und 843 war Toulouse Sitz des Königreichs von Aquitanien, danach erfolgte die Gründung der selbständigen Grafschaft Toulouse. In dieser Zeit war die Stadt Zentrum der Languedoc-Kultur.
1208 rief Papst Innozenz III. nach der Ermordung seines Legaten Pierre de Castelnau zum Kreuzzug gegen die Albigenser auf, in dessen Verlauf die Stadt geplündert wurde. 1228 gab Graf Raimund VII. von Toulouse nach einem zermürbenden und zerstörerischen Krieg von fast 20 Jahren den Widerstand auf und unterschrieb den Vertrag von Paris (1229).
1271 kam die Grafschaft Toulouse unter die Herrschaft der französischen Krone, behielt jedoch einige Sonderrechte. Von 1444 bis 1790 war Toulouse Sitz des Parlement de Toulouse, das für den Großteil Südfrankreichs zuständig war und dort im Auftrag der Krone Legislative, Jurisdiktion und Exekutive ausübte. Insbesondere entschied es als Appellationsgericht in letzter Instanz alle Zivilprozesse (im schriftlichen Verfahren) und sämtliche Strafprozesse (im mündlichen Verfahren).

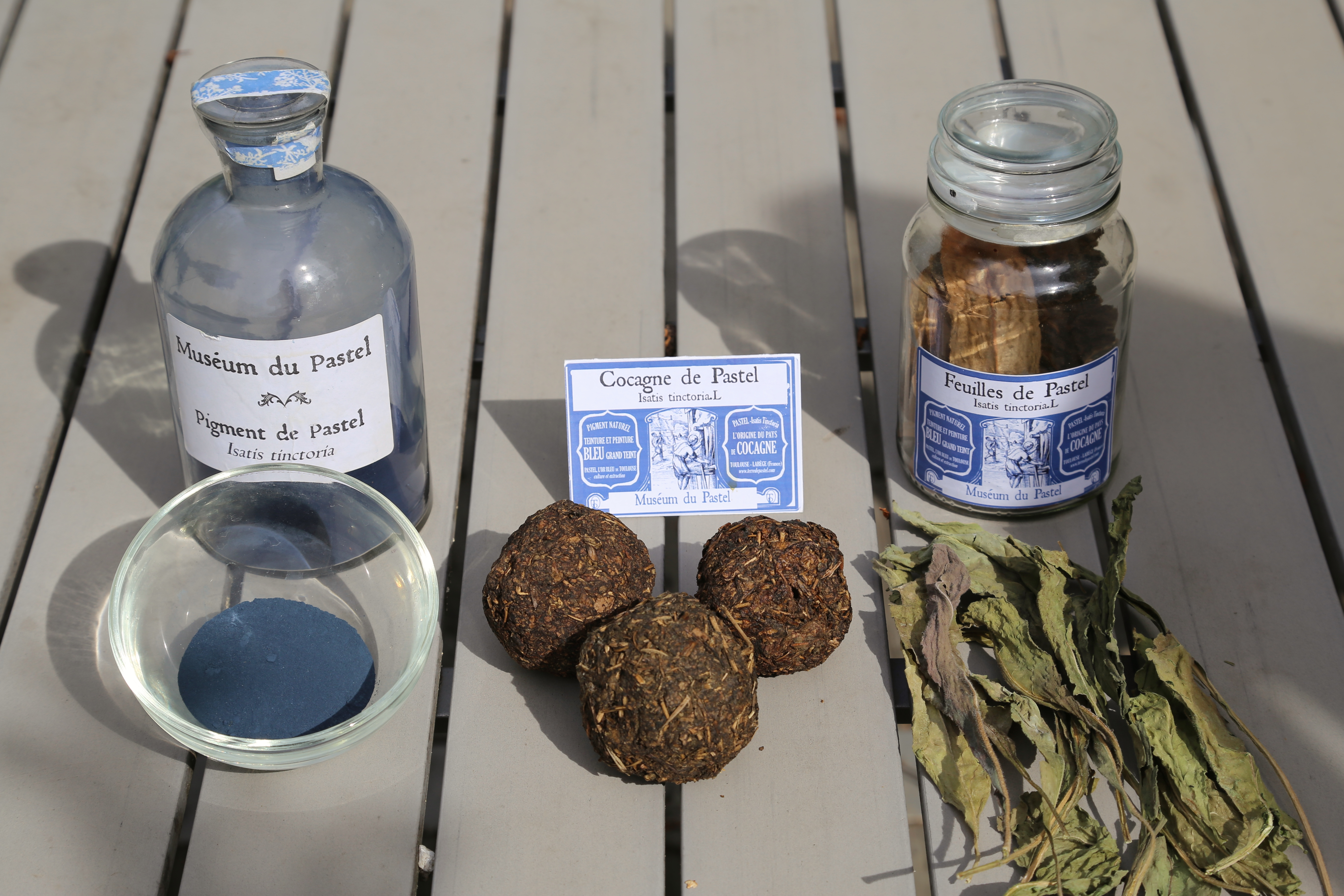
Der internationale Handel mit dem blauen Färberwaid machte die Kaufleute aus Toulouse während der Renaissance reich

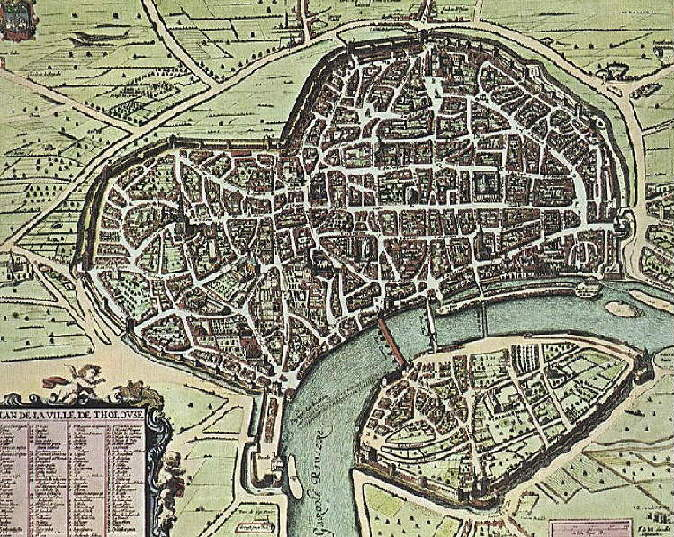
Karte von Toulouse (1631)

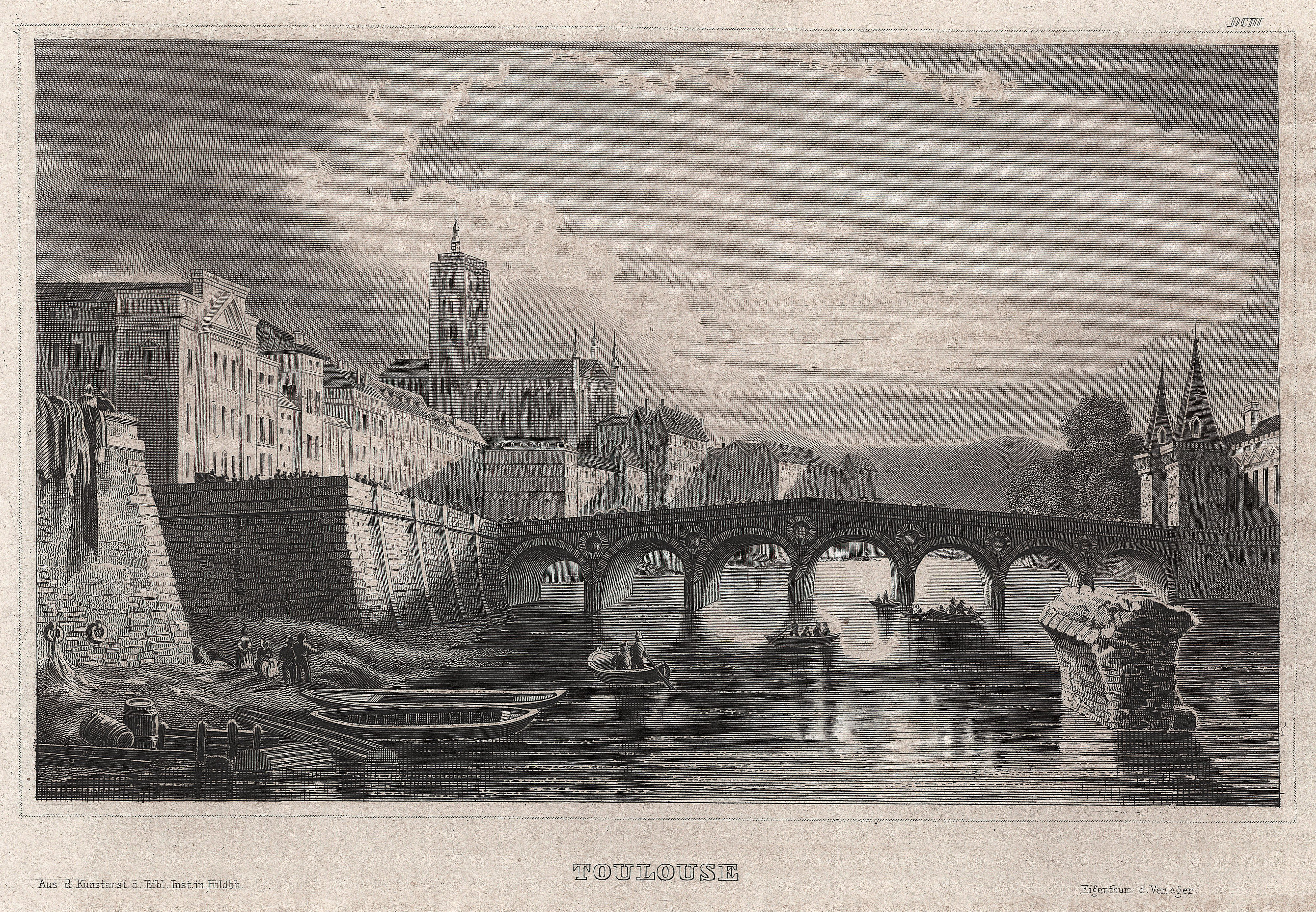
Ansicht von Toulouse ca. 1848

Zur Zeit der Renaissance (etwa 1450 bis 1550) zählte Toulouse zu den reichsten Städten Frankreichs. Färberwaid oder Pastel (Isatis tinctoria), eine Pflanze, die damals den einzigen beständigen blauen Farbstoff lieferte, gedieh auf den kalkhaltigen Böden des südöstlich der Stadt gelegenen Lauragais besonders gut. Bedeutende Profanbauten der Pastelgroßhändler im Renaissance-Stil, wie beispielsweise das Hôtel d’Assézat oder das Hôtel de Bernuy, entstanden in dieser Zeit. Die marktbeherrschende Stellung der Stadt endete allmählich nach 1550, als die Portugiesen damit begannen, aus ihren Kolonien das preisgünstigere Indigo zu importieren.
Obwohl zur Zeit der Reformation viele Protestanten in Toulouse lebten, stellte sich die Stadt in den Religionskriegen auf die römisch-katholische Seite. 1562 wurden ca. 4.000 Hugenotten ermordet.
Am 10. April 1812 ereignete sich bei Toulouse ein Meteoritenschauer. Auf den Feldern in der Umgebung der Stadt wurden etliche Fragmente eines H5-Chondriten gefunden. Der Meteorit wurde unter dem Namen Toulouse offiziell registriert.
In den Napoleonischen Kriegen kam es am 10. April 1814 zur Schlacht bei Toulouse, die in der Summe unentschieden blieb.
Im 19. Jahrhundert nahm Toulouse an der Industrialisierung Frankreichs kaum teil. 1856 erhielt es Anschluss an das französische Eisenbahnnetz. Die Stadt wuchs und veränderte sich mit dem Bau der großen Boulevards wie zum Beispiel rue Alsace-Lorraine und rue de Metz. 1875 wurde Toulouse von der Garonne überschwemmt.
Mit der Gründung der Flugzeugwerke von Pierre-Georges Latécoère 1917 wurde Toulouse zum wichtigen Standort der französischen Flugzeugindustrie. Toulouse hat heute einen Technologiepark und gilt als Flugzeug- und Weltraumhauptstadt Frankreichs.

### Toulouse vor und im Zweiten Weltkrieg

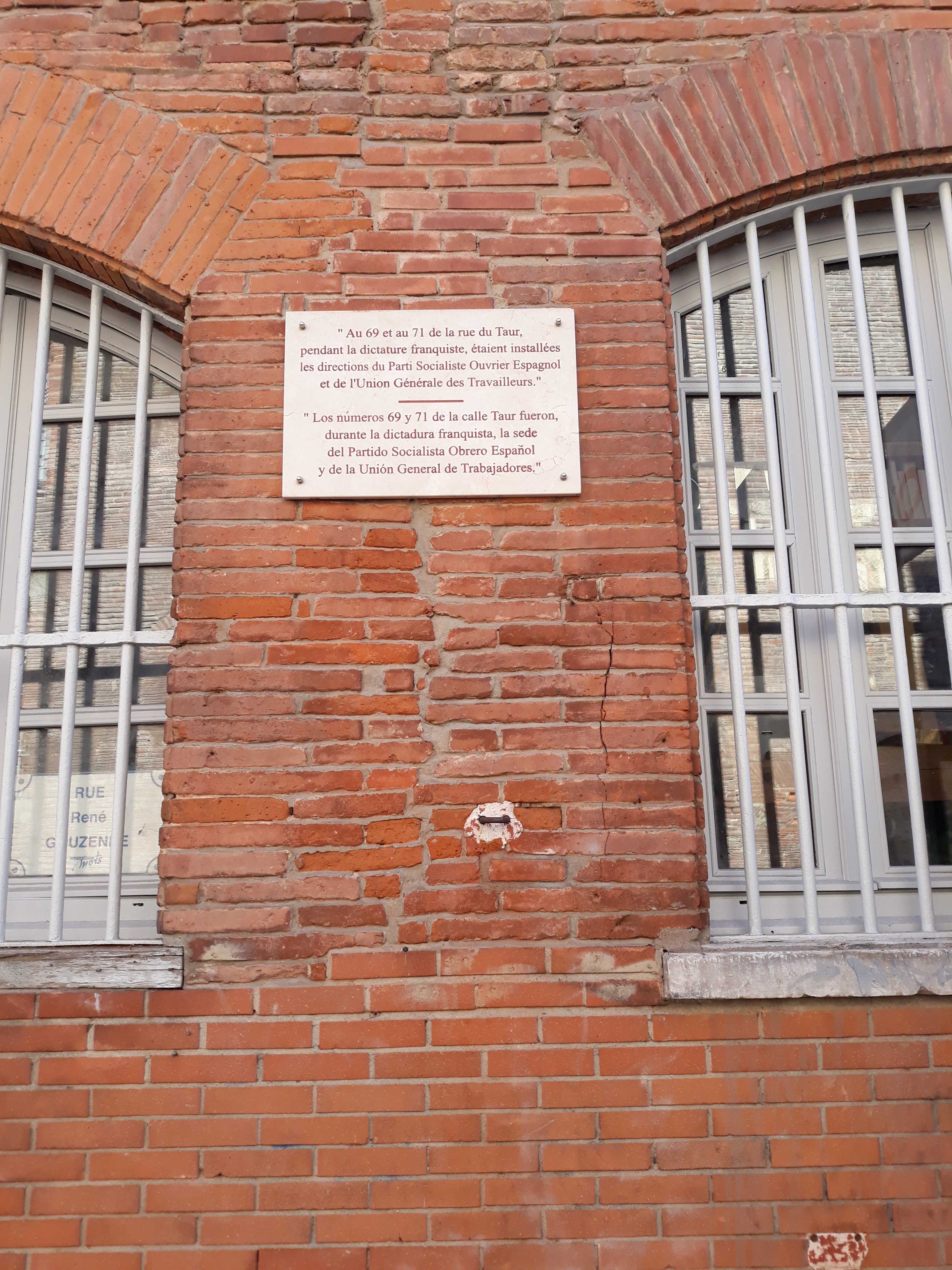
Gedenktafel für den Exilsitz der PSOE und der UGT in der Rue du Taur 69–71 in Toulouse

Bereits während des Ersten Weltkriegs kamen viele Spanier nach Frankreich, um dort den Platz der französischen Bauern einzunehmen, die in den Krieg gezogen waren. Dieser Zuzug setzte  sich in der Folge der Retirada fort, die Zehntausende Flüchtlinge aus dem Spanischen Bürgerkrieg nach Toulouse führte und die Stadt „zur Hauptstadt der spanischen Exilanten“ machte. Insgesamt kamen nach dem Sieg Francos mehr als 450.000 Flüchtlinge über die Grenze nach Frankreich; nach dem Zweiten Weltkrieg blieben etwa 170.000 übrig, davon 20.000 in Toulouse, was in etwa 10 % der damaligen Stadtbevölkerung entsprach.

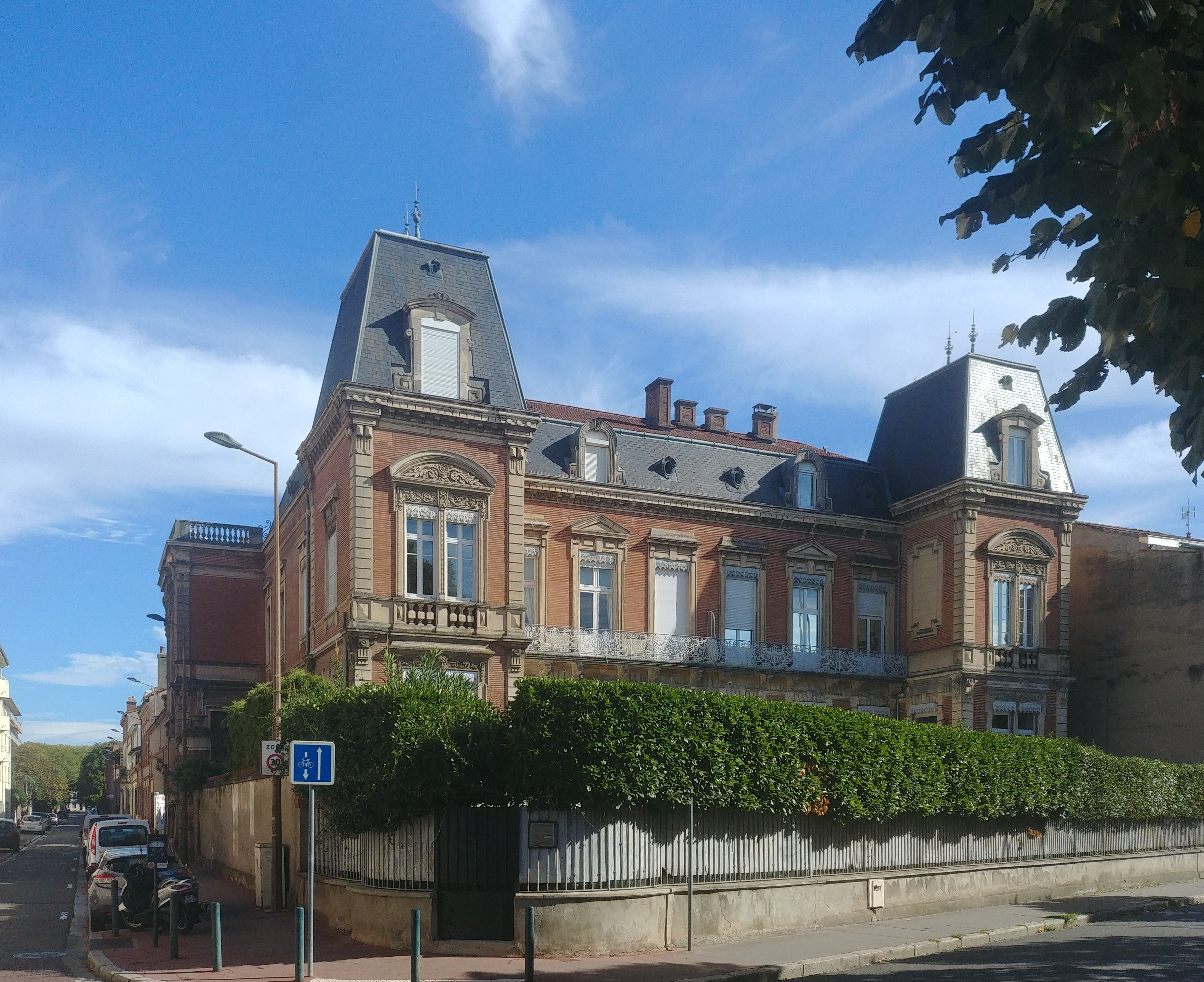
Ehemaliger Sitz der Gestapo in der Rue des Martyrs de la Libération 2

Die Nähe zu Spanien machte Toulouse aber auch für viele schon in Frankreich lebende Emigranten attraktiv, die nach dem Ausbruch des Zweiten Weltkriegs vor der voranrückenden deutschen Wehrmacht in den Süden Frankreichs flüchteten und von hieraus versuchten, über Spanien in sichere Aufenthaltsländer zu flüchten. Diese Konzentration politischer Flüchtlinge in Toulouse und seiner Umgebung war eine wichtige Voraussetzung für das Entstehen eines politischen Widerstands – erst gegen das Vichy-Regime und dann gegen die deutsche Besatzungsmacht. Toulouse entwickelte sich zu einem Zentrum des Widerstands gegen beide.

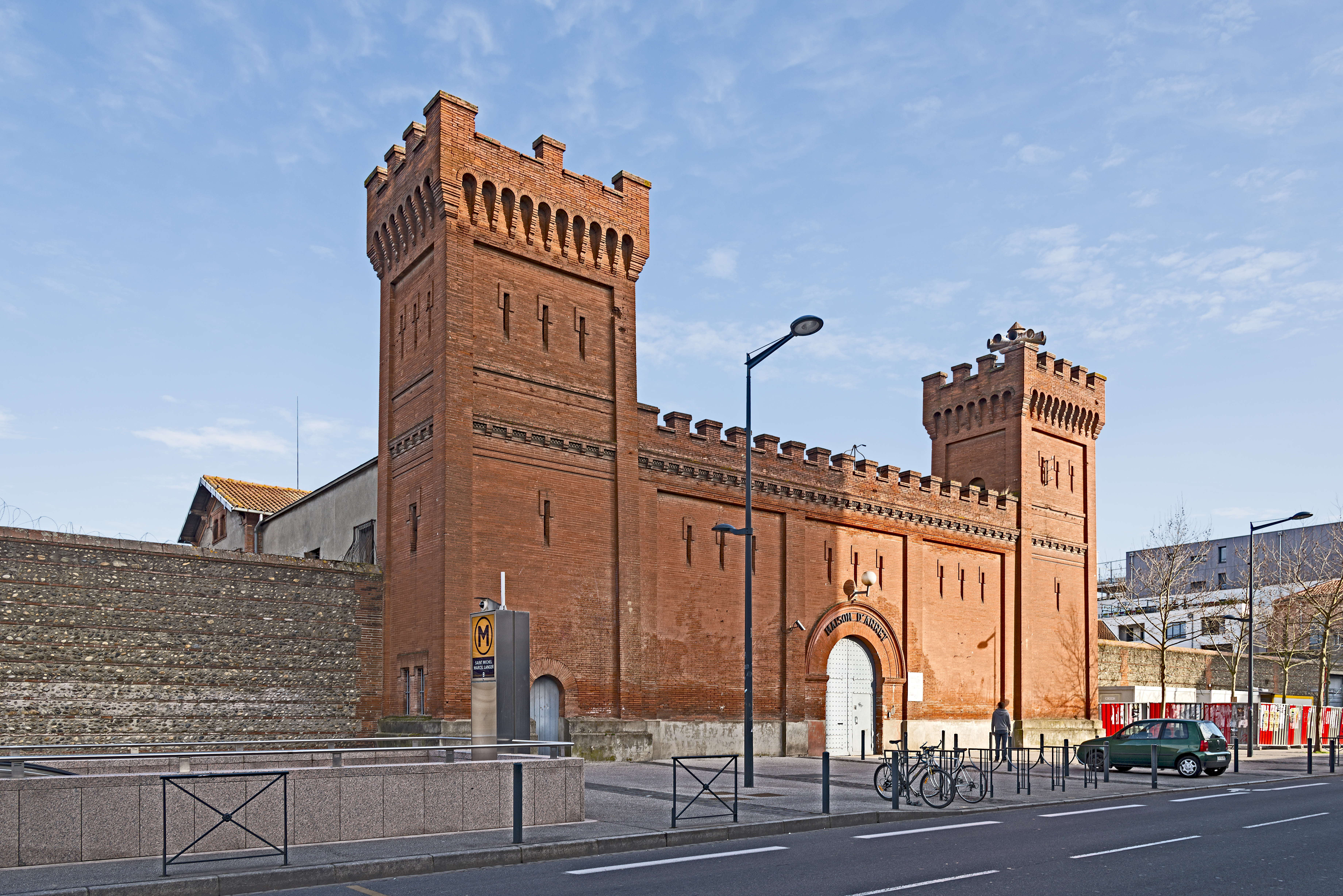
Eingang zum Gefängnis Saint-Michel, Haft- und Hinrichtungsort für viele Widerstandskämpfer während der deutschen Besatzungszeit.

Die Ideale vieler Toulouser Widerstandskämpfer, zum Beispiel die Gründung einer Bürgerarmee, wurden nach der Befreiung der Stadt am 19./20. August 1944 von Charles de Gaulle, der unter dem Vichy-Regime am 4. Juli 1940 in Toulouse in Abwesenheit zum Tode verurteilt worden war, enttäuscht. De Gaulles seit Oktober 1944 in Toulouse herrschender Statthalter, Philibert Collet, arbeitete systematisch daran, konservative Vorstellungen von Ordnung und Gerechtigkeit durchzusetzen und den Einfluss der Widerstandskämpfer zurückzudrängen. Am 13. Mai 1945 gewann die sozialistische SFIO den zweiten Wahlgang für die Stadtregierung.

### Toulouse nach dem Zweiten Weltkrieg
2001 kam es zu einer verheerenden Explosion beim Düngestickstoff-Hersteller AZF, die 31 Tote und 2.500 Verletzte forderte, große Teile der Fabrik zerstörte und erhebliche Schäden im Südwesten der Stadt anrichtete. Der Explosionsknall war bis zu 40 Kilometer weit zu hören.
Im Jahr 2012 wurden bei einer Anschlagsserie in Toulouse und Umgebung sieben Menschen getötet.

## Politik

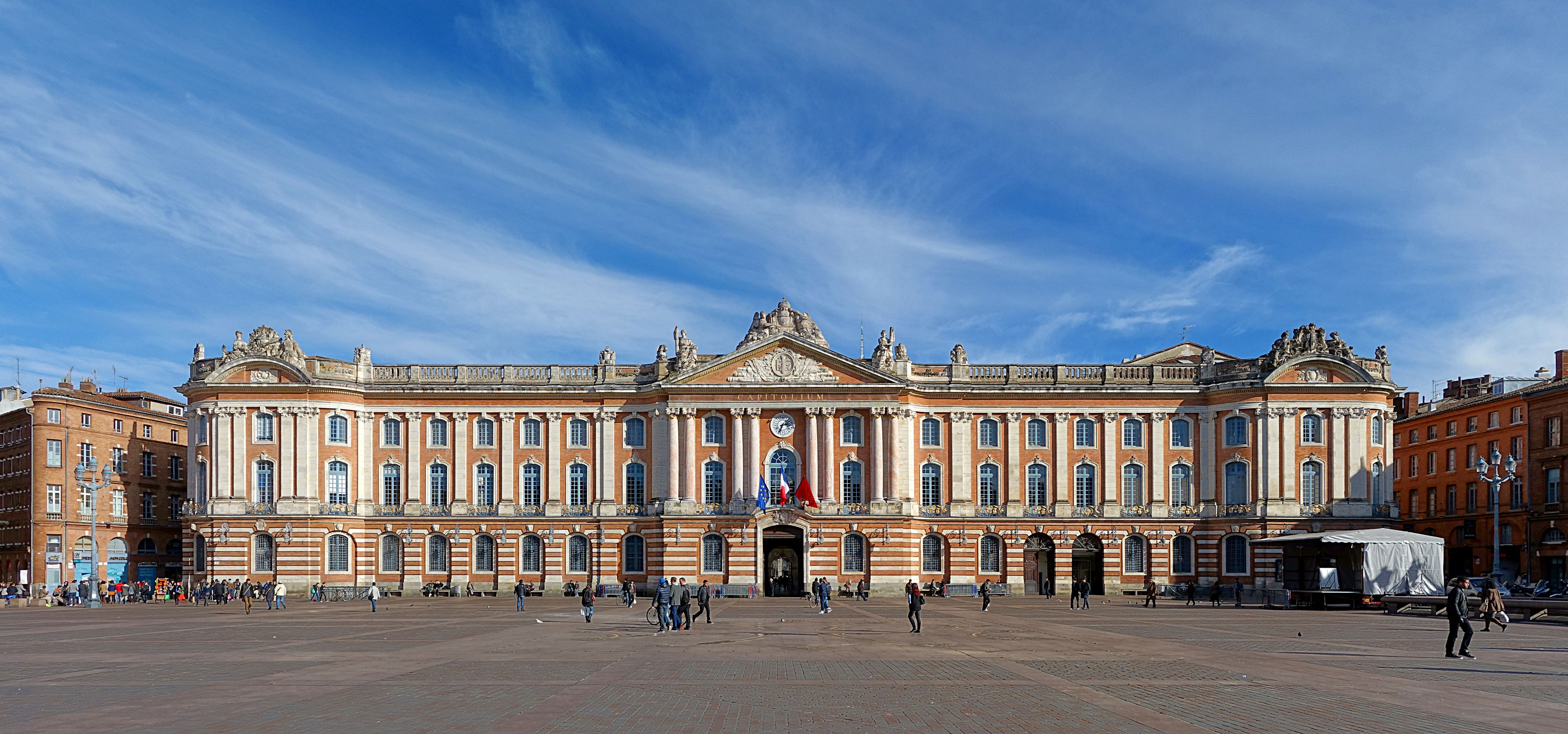
Rathaus

### Bürgermeister
Joseph de Rigaud, Professor an der Universität für Rechtswissenschaft, wurde am 28. Februar 1790 zum ersten Bürgermeister von Toulouse gewählt und regierte zwei Jahre lang. Davor wurde die Stadt von Stadträten (Capitouls) geführt.
Heute beträgt die Amtszeit in der Regel vier Jahre.
Die Bürgermeister von 1944 bis heute:
- 1944–1958: Raymond Badiou (SFIO),
- 1958–1971: Louis Bazerque (SFIO),
- 1971–1983: Pierre Baudis (Centriste),
- 1983–2001: Dominique Baudis (UDF),
- 2001–2004: Philippe Douste-Blazy (UMP), Rücktritt am 30. April, danach Aufnahme in Jean-Pierre Raffarins Regierung als Gesundheitsminister
- 2004–2008: Jean-Luc Moudenc (UMP)
- 2008–2014: Pierre Cohen (Parti socialiste)
- seit 2014: Jean-Luc Moudenc (UMP)

### Städtepartnerschaften
Toulouse pflegt Partnerschaften mit den folgenden Städten:
- Tel Aviv-Jaffa, Israel (seit 1962)
- Atlanta, USA (seit 1975)
- Kiew, Ukraine (seit 1975)
- Bologna, Italien (seit 1981)
- Elche, Spanien (seit 1981)
- Chongqing, China (seit 1981)[10]

Außerdem wurden Kooperationsabkommen geschlossen mit:
- N’Djamena, Tschad (1980)
- Saragossa, Spanien (2000)
- Düsseldorf, Deutschland (2003)
- Bydgoszcz, Polen
- Hanoi, Vietnam

## Lehre und Forschung
Toulouse ist eine Schüler- und Studentenstadt mit insgesamt über 110.000 Studenten. Somit ist sie nach Paris und Lyon die Stadt mit den meisten Studenten in Frankreich. Die frühere Universität Toulouse wurde 1229 gegründet; sie wurde in drei Nachfolgeinstitutionen aufgespalten:
- die Universität Toulouse I (Université des Sciences Sociales, UT1, ehemalige Fakultät der Geisteswissenschaften)
- die Universität Toulouse II (Université de Toulouse – Le Mirail, UTM)
- die Universität Toulouse III (Université Paul Sabatier, UPS)

An der UPS werden hauptsächlich Naturwissenschaften wie Biologie, Physik, Pharmazie und Informatik gelehrt. Aber auch Sprachen machen einen erheblichen Anteil der universitären Ausbildung aus.
Die UT1 beherbergt vor allem die Fachrichtungen Wirtschafts-, Rechts- und Politikwissenschaften. Auch hier spielen Fremdsprachen im universitären Alltag eine große Rolle und der Anteil der internationalen Studierenden ist sehr groß.
Darüber hinaus ist man stolz auf Paul Sabatier, den Chemie-Nobelpreisträger von 1912, sowie auf Jean Tirole, der 2014 mit dem Alfred-Nobel-Gedächtnispreis für Wirtschaftswissenschaften („Wirtschaftsnobelpreis“) ausgezeichnet wurde.
Die Bedeutung des Hochschullebens in Toulouse manifestiert sich auch in dem Reichtum und der Vielfalt an Forschungslaboratorien auf dem Campus. Die wichtigsten Ingenieursschulen sind:
- EAT (École Nationale Supérieure d’Architecture de Toulouse)
- ENAC (École nationale de l’aviation civile)
- ENSAT (École Nationale Supérieure d’Agronomie)
- ENSEEIHT (École Nationale Supérieure d’Électrotechnique, d’Électronique, d’Informatique, d’Hydraulique et des Télécommunications)
- ENSIACET (École Nationale Supérieure des Ingénieurs en Arts Chimiques et Technologique)
- EPITA (École pour l’informatique et les techniques avancées)
- ICAM (Institut catholique d’arts et métiers)
- INSA (Institut national des sciences appliquées)
- IPSA (Institut polytechnique des sciences avancées)
- ISAE (Supaéro) (Institut Supérieur de l’Aéronautique et de l’Espace)

Am Institut catholique de Toulouse, der katholischen Hochschule, werden neben Theologie, Philosophie und Geschichte auch Psychologie und Sprachen gelehrt. In der Stadt gibt es außerdem die Toulouse Business School.
Da in Toulouse auch über 5.000 Deutsche leben, viele von ihnen aus beruflichen Gründen (insbesondere als Angestellte des europäischen Gemeinschaftsunternehmens Airbus), gibt es seit den 1970er Jahren vor allem für deren Kinder, aber auch für die Kinder aus binationalen Familien, das Angebot einer Schule, in der sie in deutscher Sprache und nach dem deutschen Schulsystem unterrichtet werden:
- Die Deutsche Schule Toulouse (DST)

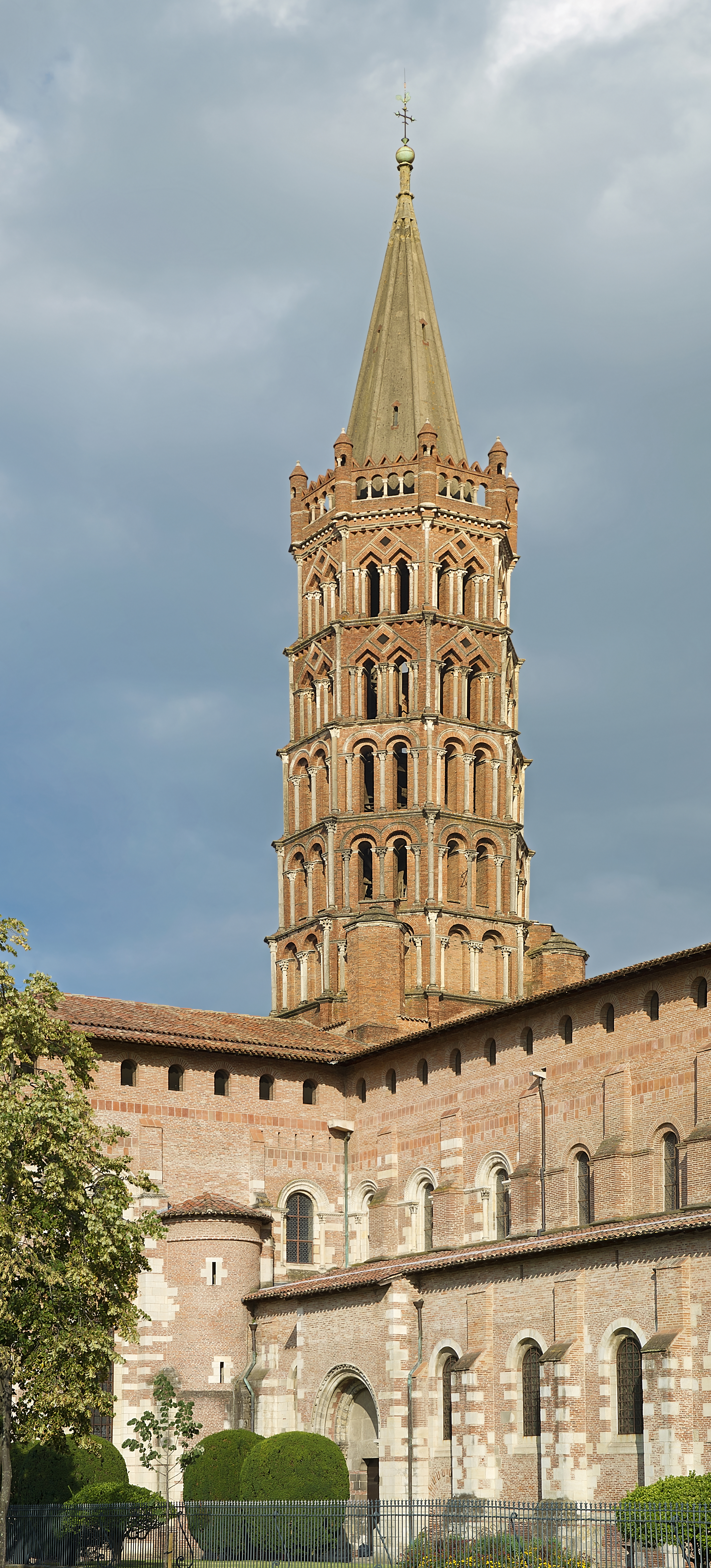
Basilika Saint-Sernin

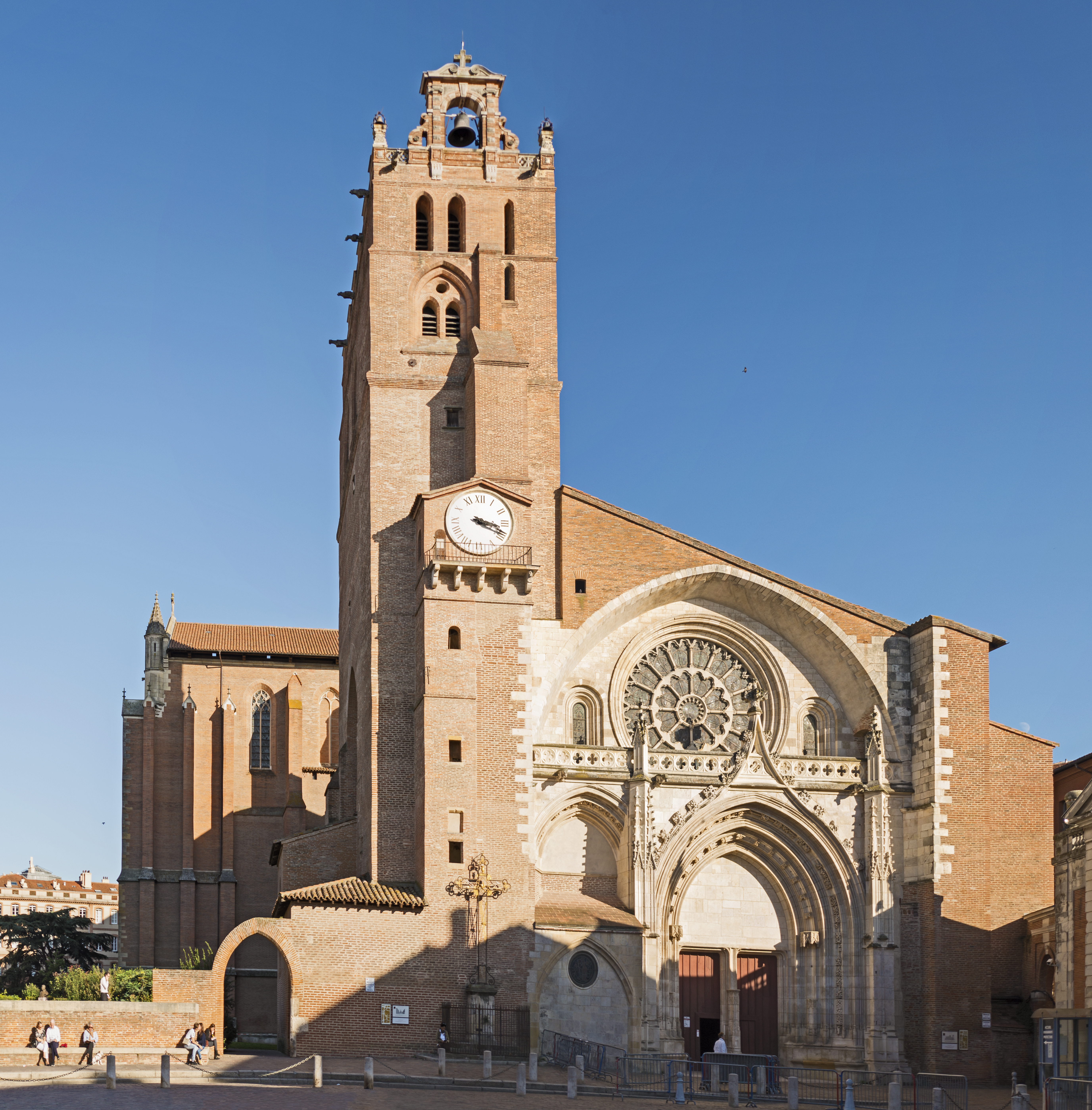
Cathédrale Saint Etienne

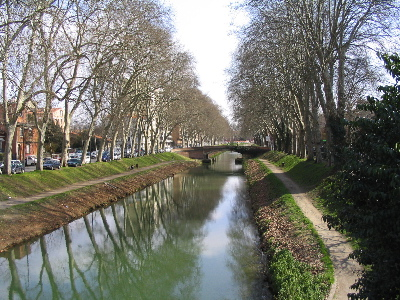
Der Canal du Midi bei Toulouse

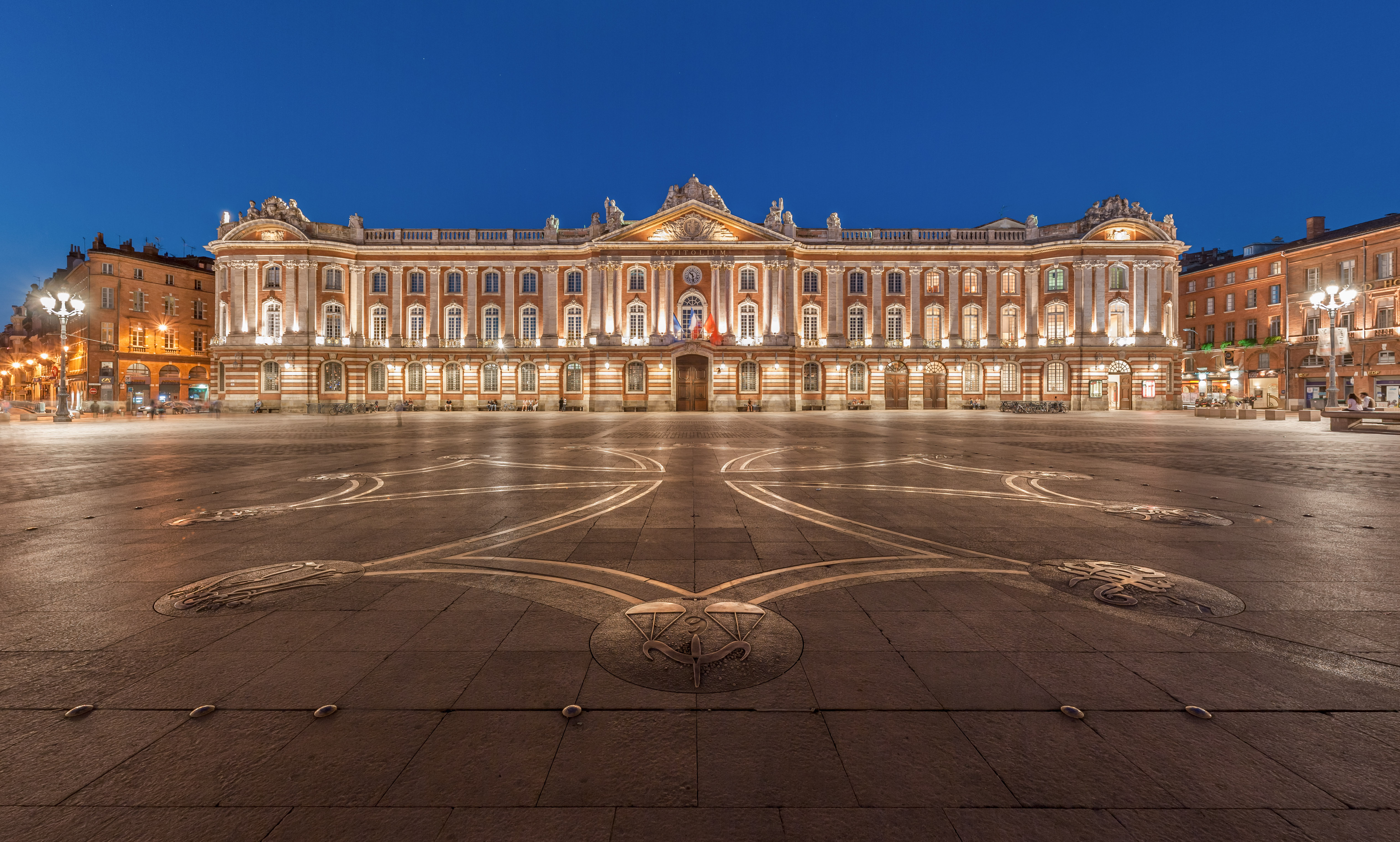
Das Kapitol bei Nacht

## Bevölkerung
Die Einwohner von Toulouse heißen auf Französisch Toulousains und Toulousaines.
| Jahr | Kernstadt | Ballungsraum | Stadtgebiet |
| ---- | --------- | ------------ | ----------- |
| 1962 | 323.724   | 392.890      | 551.765     |
| 1968 | 370.796   | 482.151      | 646.868     |
| 1975 | 373.796   | 560.384      | 736.706     |
| 1982 | 347.995   | 588.509      | 787.299     |
| 1990 | 358.688   | 667.346      | 894.386     |
| 1999 | 390.350   | 761.963      | 1.021.374   |
| 2006 | 437.715   | 851.947      | 1.169.865   |
| 2020 | 498.003   | 1.047.829    | 1.470.899   |
| 2021 | 504.078   | 1.063.235    | 1.490.640   |

## Kultur und Sehenswürdigkeiten

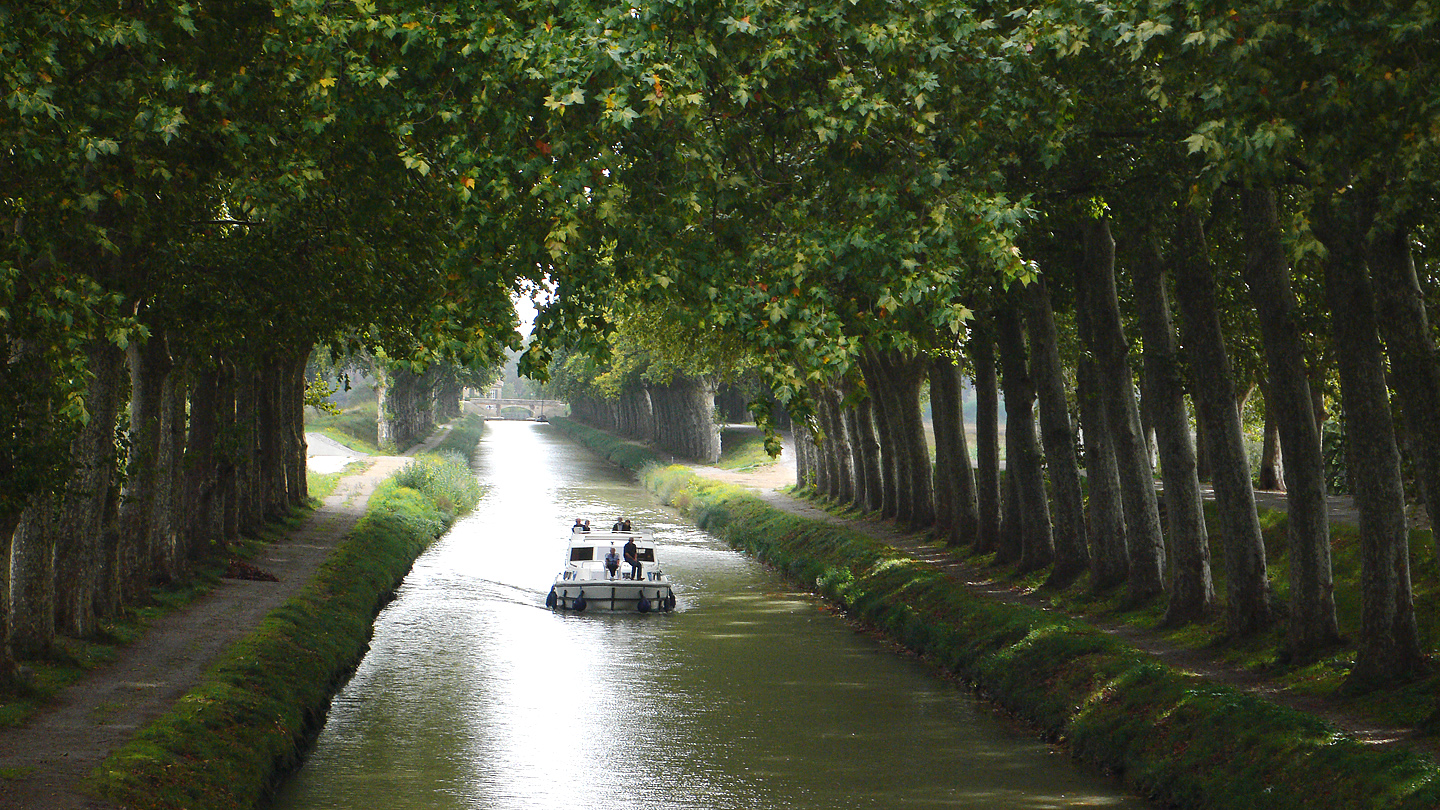
Canal du Midi

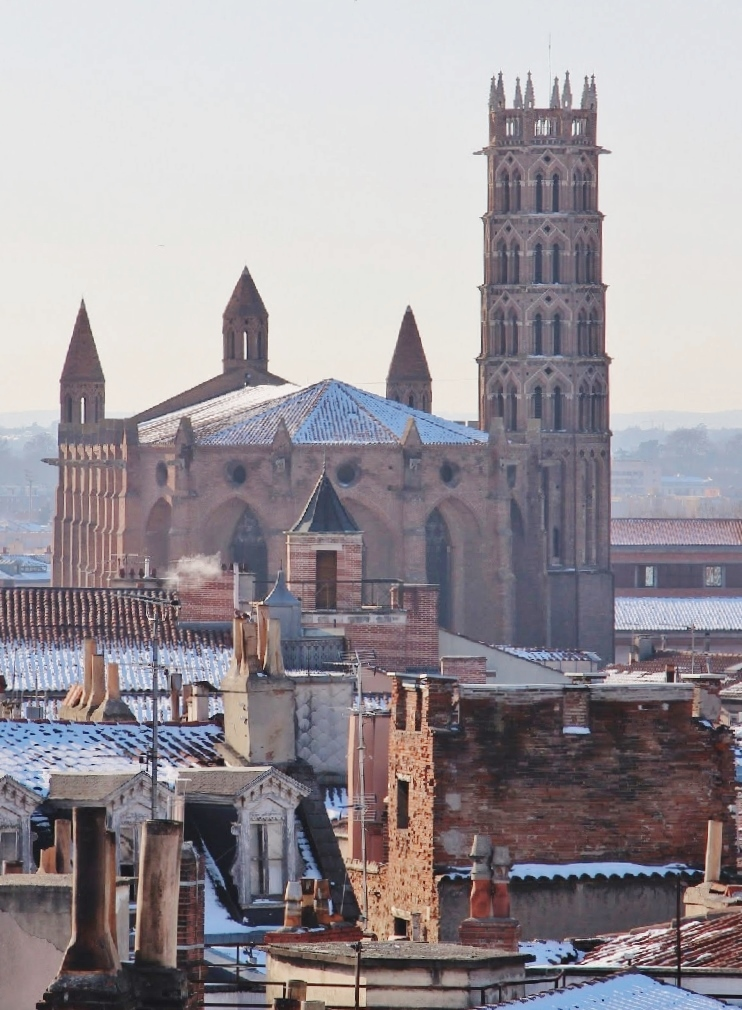
Jakobinerkloster (Dominikaner)

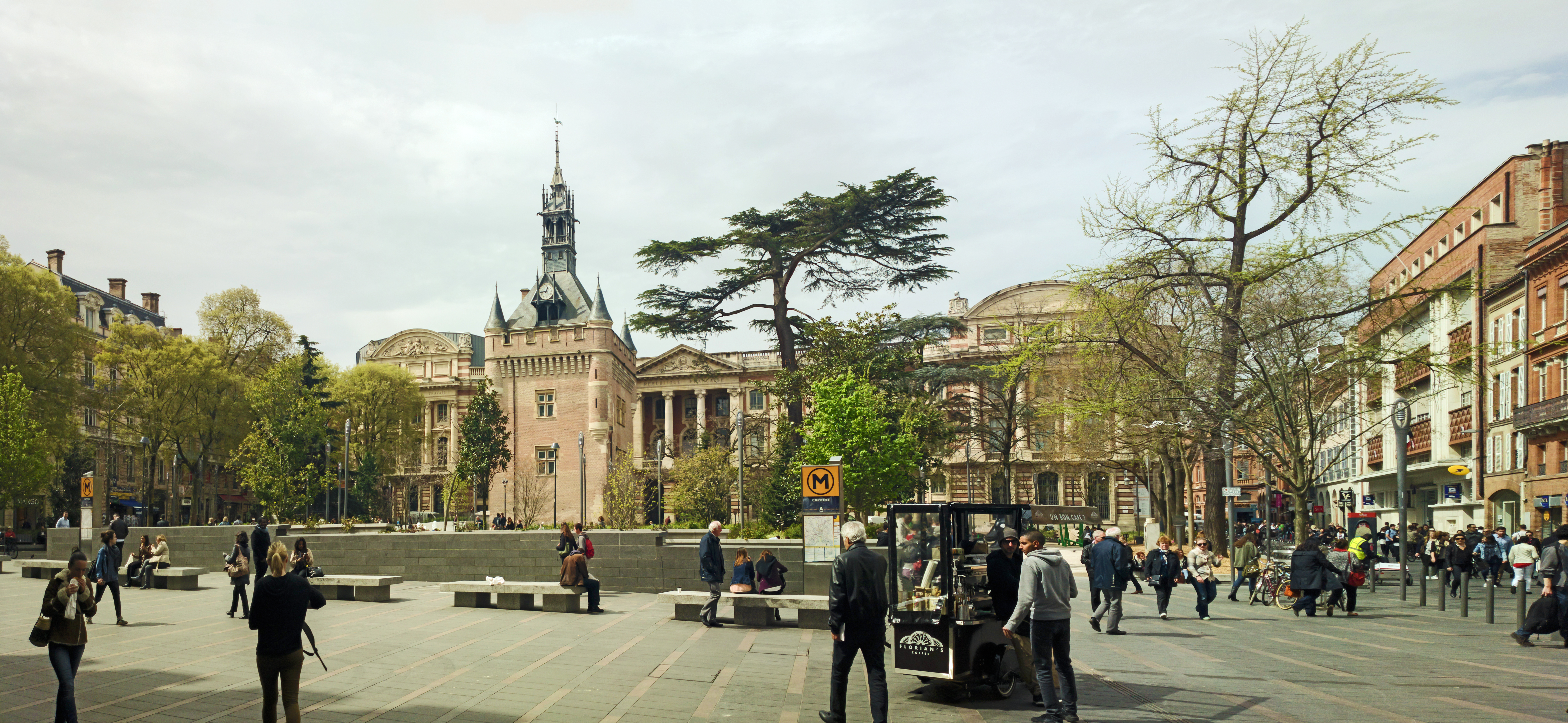
Toulouse – Straßenszene 1

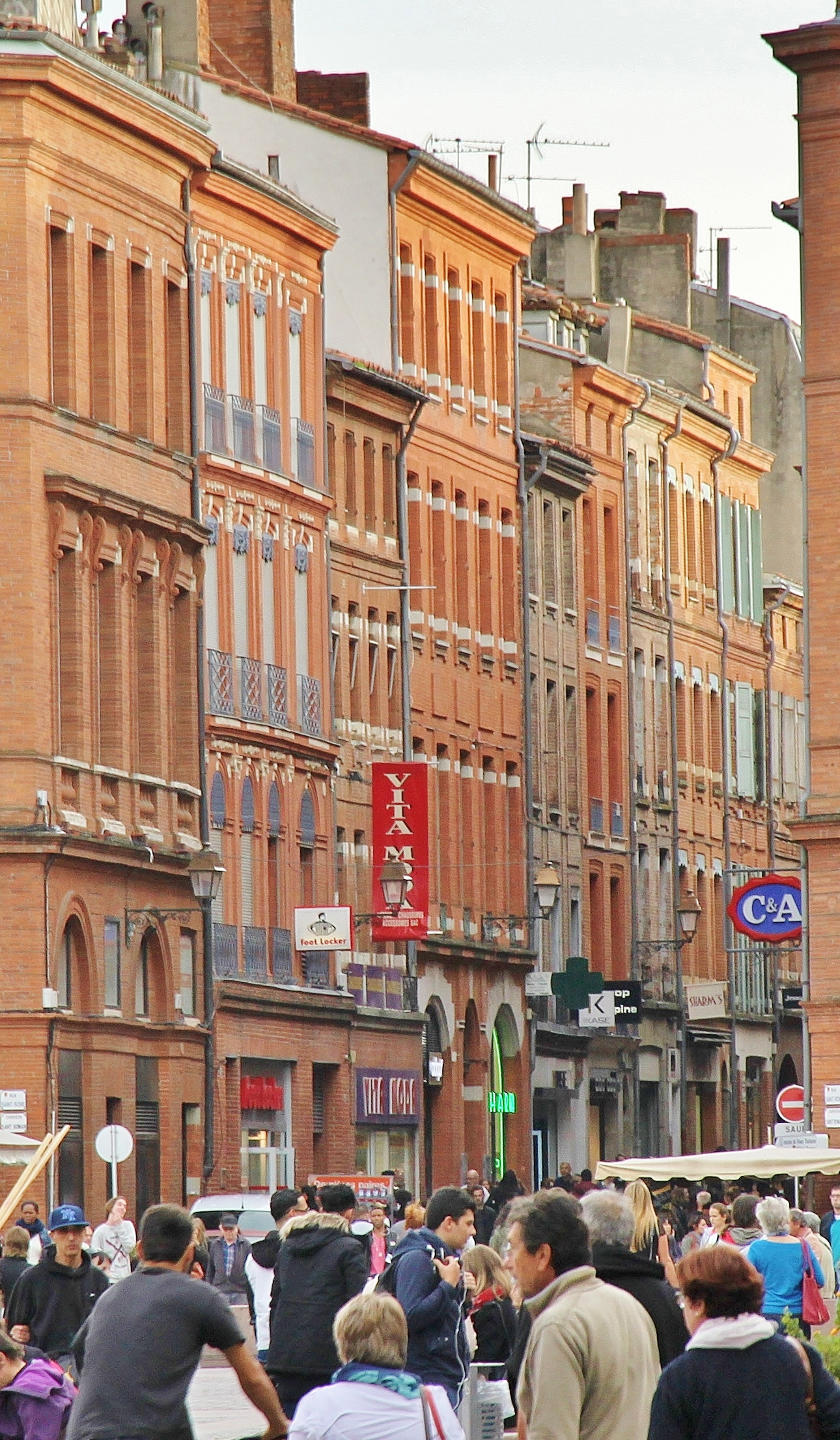
Toulouse – Straßenszene 2

### Sehenswürdigkeiten
Toulouse wird aufgrund seiner zahlreichen Bauwerke aus hellroten Ziegelsteinen auch la ville rose – die „rosarote Stadt“ – genannt. Bekannte Sehenswürdigkeiten sind:
- Canal du Midi, der Kanal verbindet Toulouse mit dem Mittelmeer und ist UNESCO-Welterbe
- gotische Kathedrale Saint Etienne, begonnen um 1272[11]
- altes gotisches Dominikanerkloster Les Jacobins. In der ehemaligen Hauptkirche des Dominikanerordens mit dem berühmten palmier des Jacobins (kunstvolles gotisches Deckengewölbe) befindet sich – mit Unterbrechung – seit 1369 auch die Grabstelle des hl. Thomas von Aquin. Angeschlossen daran ist der im selben Stil erbaute Kreuzgang.
- Kapitol (Rathaus von Toulouse), mit Turm (Donjon) aus dem 16. Jh. und Fassade aus dem 18. Jh. Im Inneren La Salle des Illustres (Prunksaal mit Deckengemälden) und das berühmte Opernhaus Théâtre du Capitole im südlichen Seitenflügel.
- Médiathèque José Cabanis, im Jahr 2003 eröffnete multimediale Bibliothek in modernem Bau
- viele Patrizierhäuser im Renaissance-Stil wie beispielsweise das Hôtel d’Assézat oder das Hôtel de Bernuy
- Pont Neuf, die älteste noch erhaltene Brücke über die Garonne in Toulouse, erbaut von 1543 bis 1632
- romanische Basilika St-Sernin de Toulouse (11.–12. Jh.), die zu den schönsten romanischen Kirchen Südfrankreichs gehört, seit 1998 UNESCO-Welterbe
- Notre-Dame du Taur
- Notre-Dame de la Daurade

Toulouse hat eine jüdische Gemeinde, die älteste Synagoge wurde 1856/57 errichtet.

### Museen
- Aeroscopia, Museum der Luftfahrt gewidmet
- Centre de l’Affiche, Museum zur Geschichte von Postern und Plakaten
- Cité de l’espace, interaktives Museum der ESA über Raumfahrt, Umwelt und das Universum
- L’Envol des pionniers, den Pionieren der Aéropostale gewidmet.
- Musée des Abattoirs, Museum für moderne und zeitgenössische Kunst, untergebracht im ehemaligen Schlachthof der Stadt
- Musée des Augustins, in einem gotischen Augustinerkloster gelegenes Kunstmuseum für Kunst von der Romanik bis zur Mitte des 20. Jahrhunderts
- Musée du Vieux Toulouse, heimatgeschichtliches Museum
- Musée Georges Labit, Museum für asiatische und altägyptische Kunst
- Musée Saint-Raymond in der Nähe der Basilika Saint Sernin. Im Keller sind Teile der ausgegrabenen Nekropole aus römischer und frühchristlicher Zeit zu sehen; in den oberen Stockwerken befinden sich Funde von archäologischen Ausgrabungen aus dieser Zeit.
- Muséum de Toulouse, naturgeschichtliches Museum mit botanischem Garten über Tierarten, die Entwicklung der Welt und unsere Umwelt

### Galerie

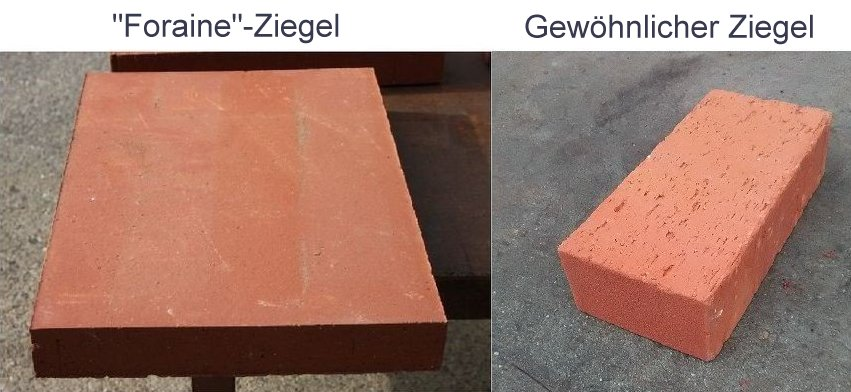
„Foraine“-Ziegel ist das traditionelle Baumaterial.
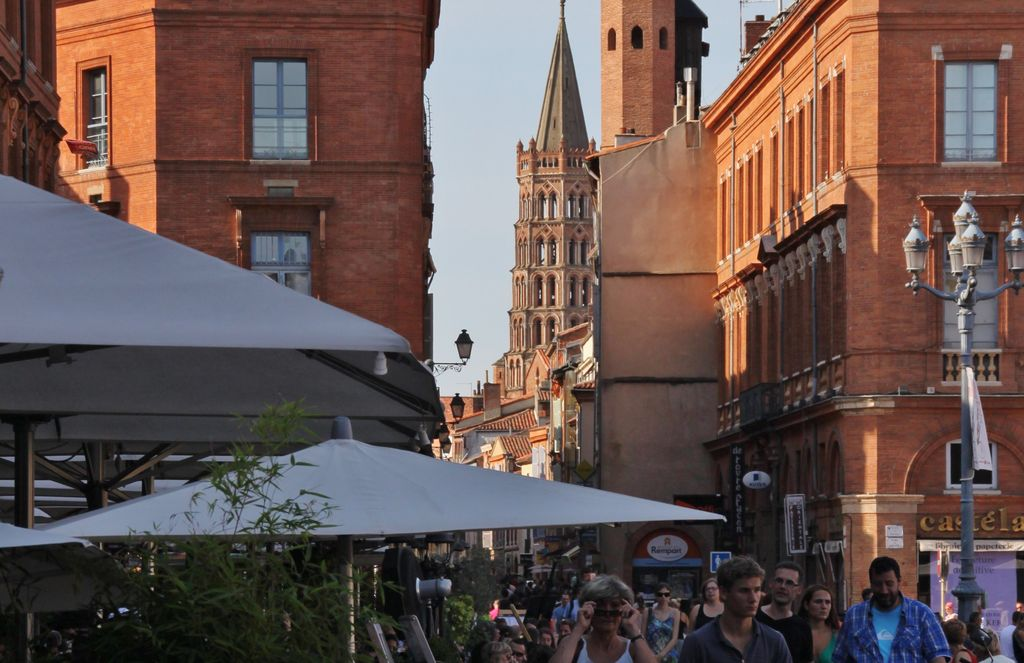
Glockenturm von Saint Sernin (11.–13. Jahrhundert)
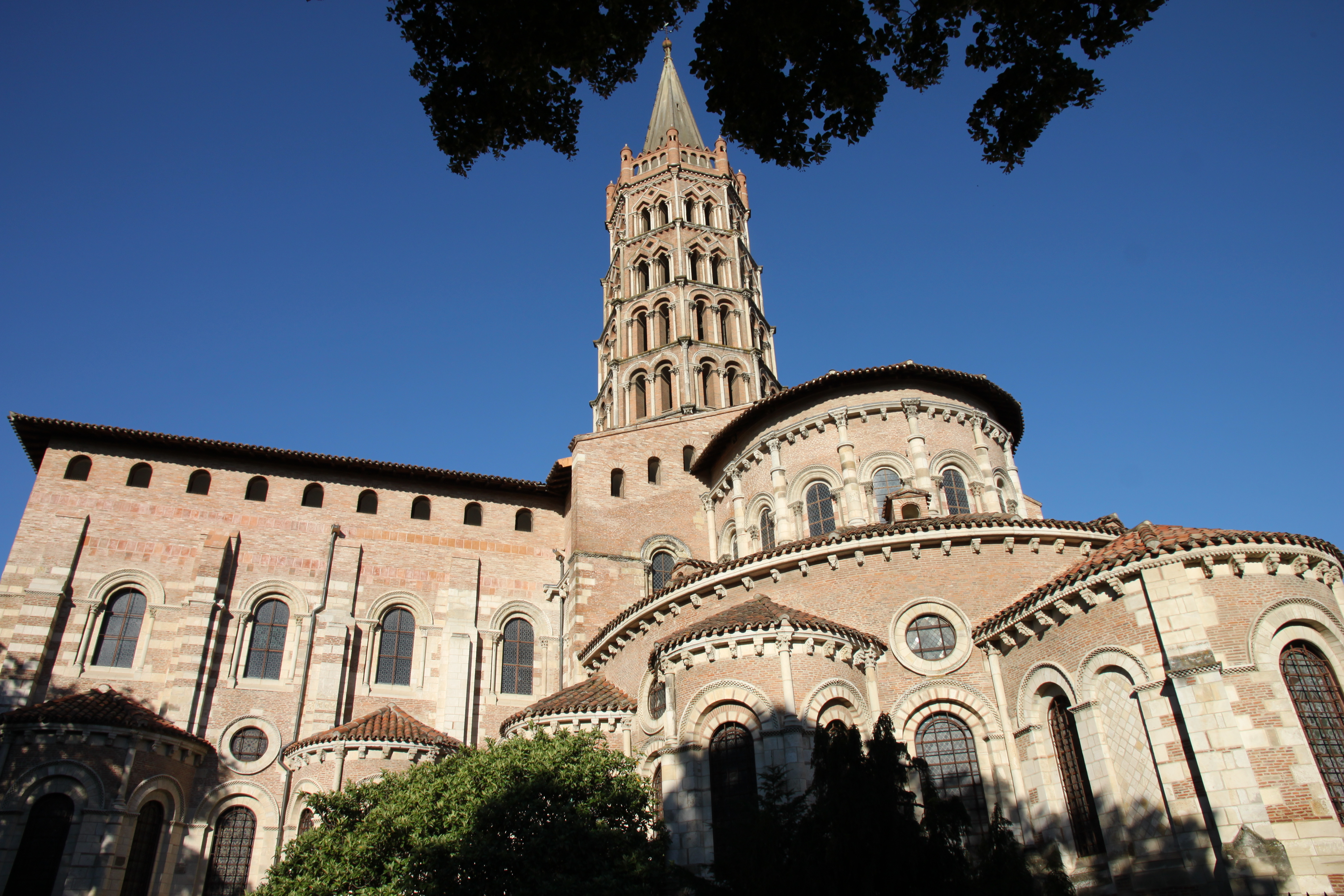
Basilika Saint Sernin (11.–13. Jahrhundert)
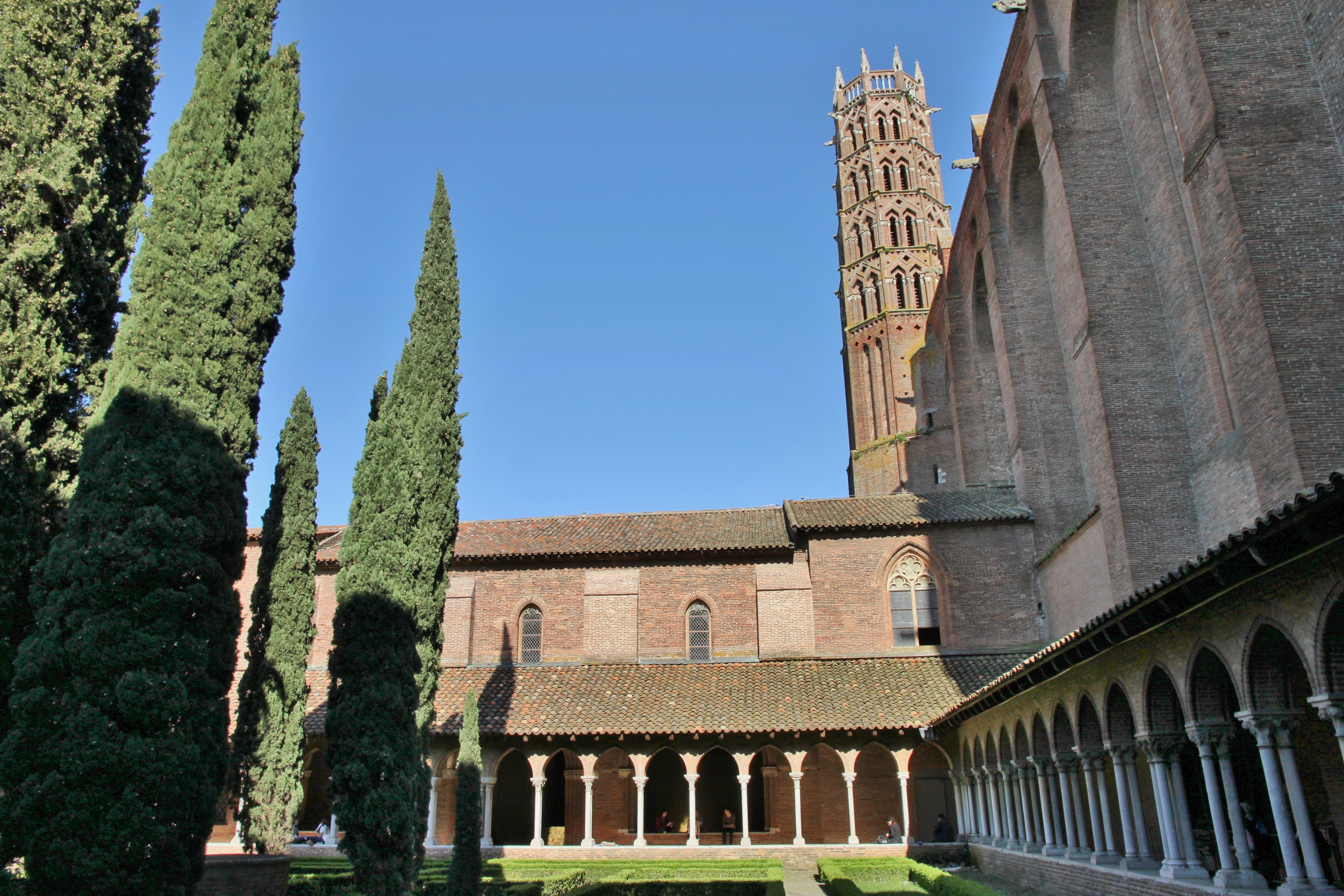
Jakobinerkloster (13. Jahrhundert)
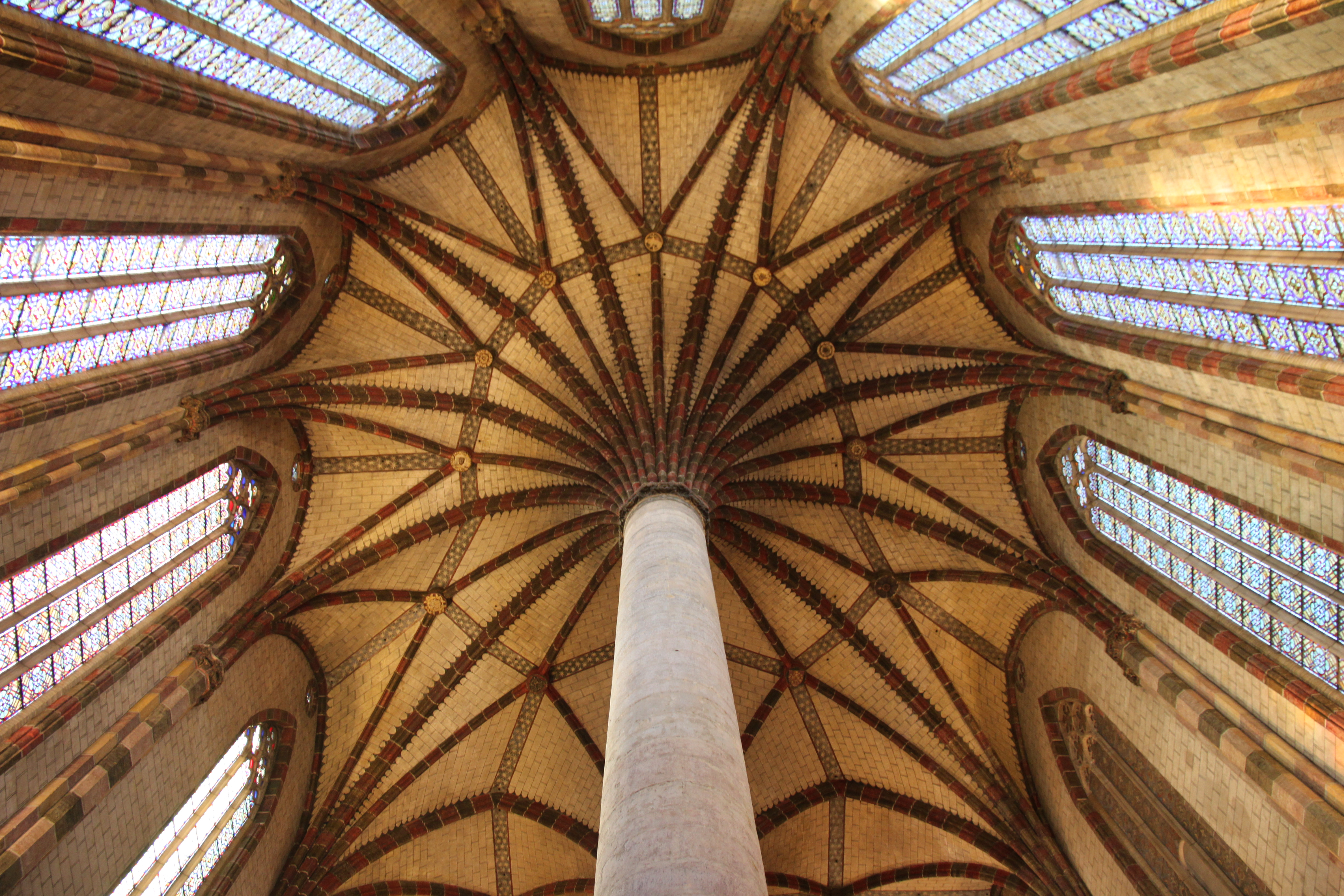
Palmettenpfeiler im Jakobinerkonvent (13. Jahrhundert)
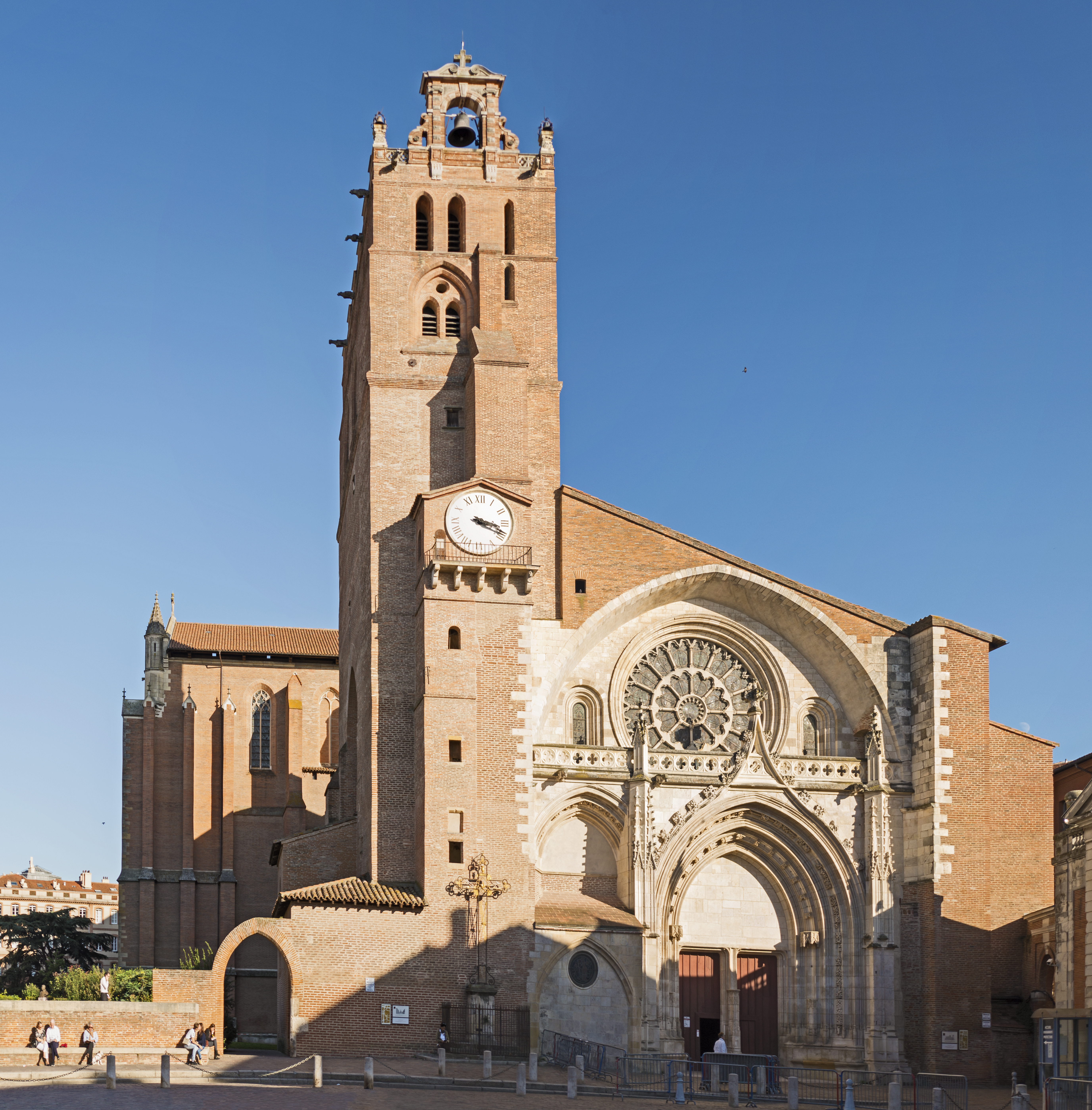
Kathedrale Saint-Etienne (12.–16. Jahrhundert)
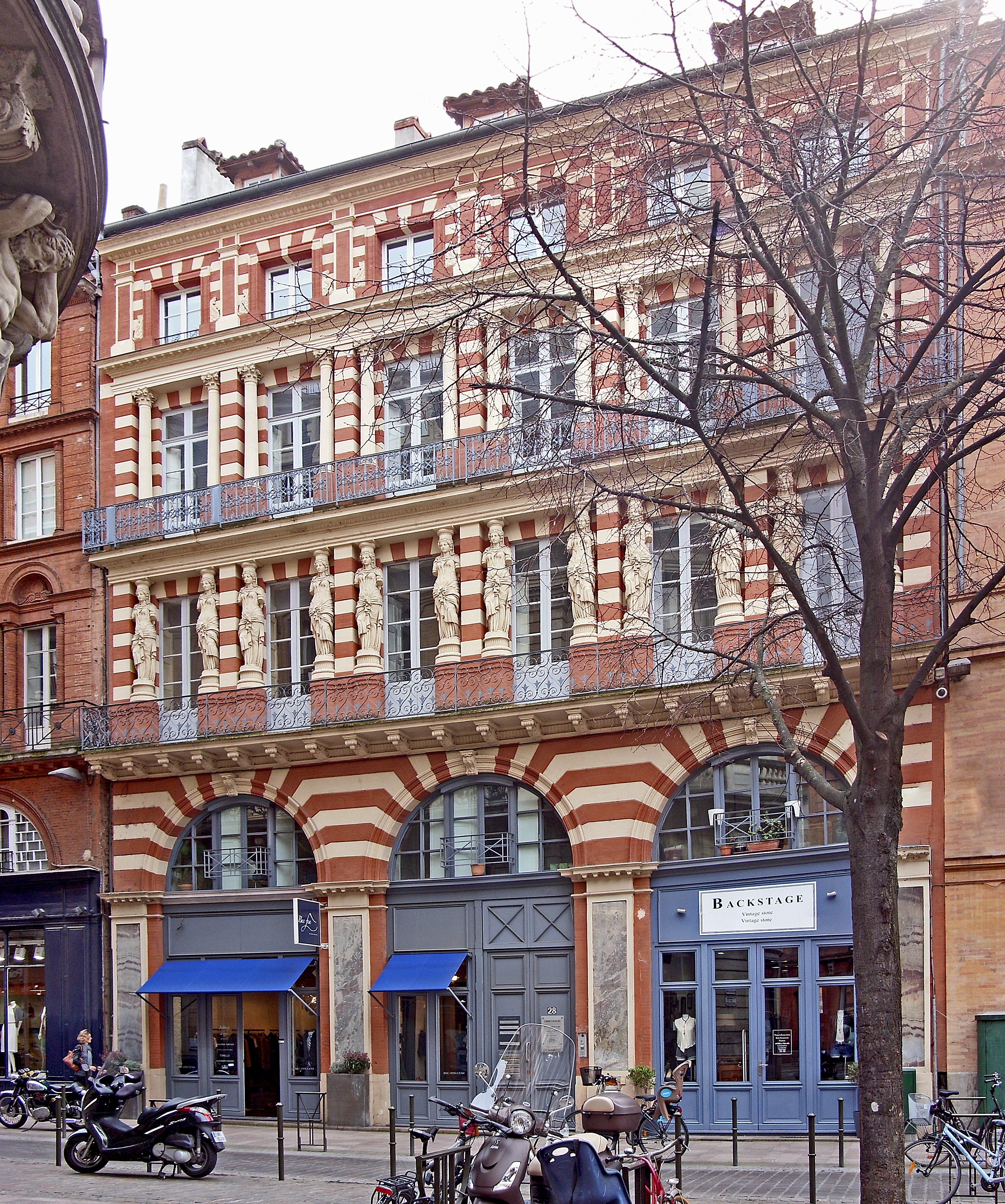
Lehmfassade Virebent (19. Jahrhundert)
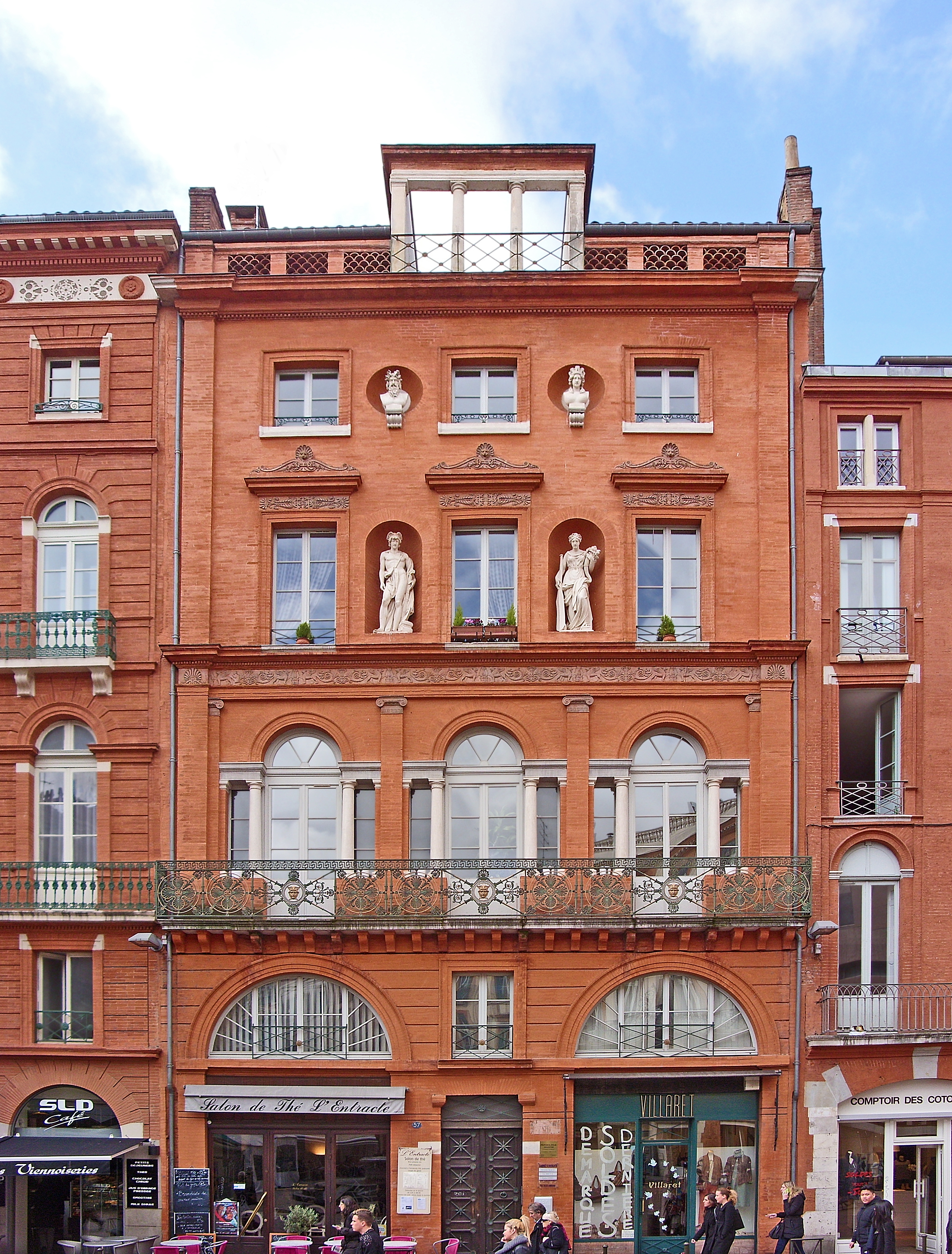
Lehmfassade (19. Jahrhundert)
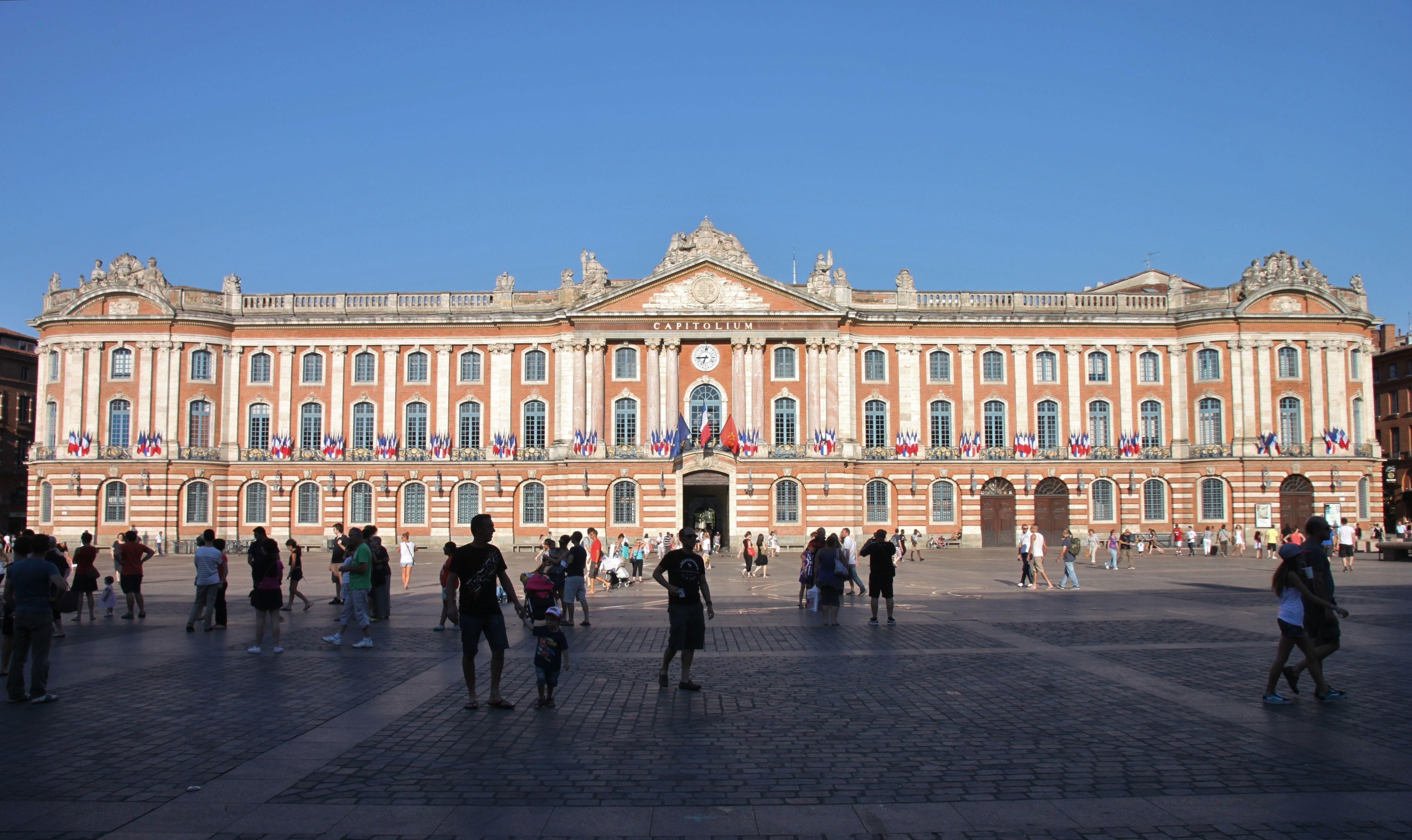
Capitole – Rathaus (18. Jahrhundert)
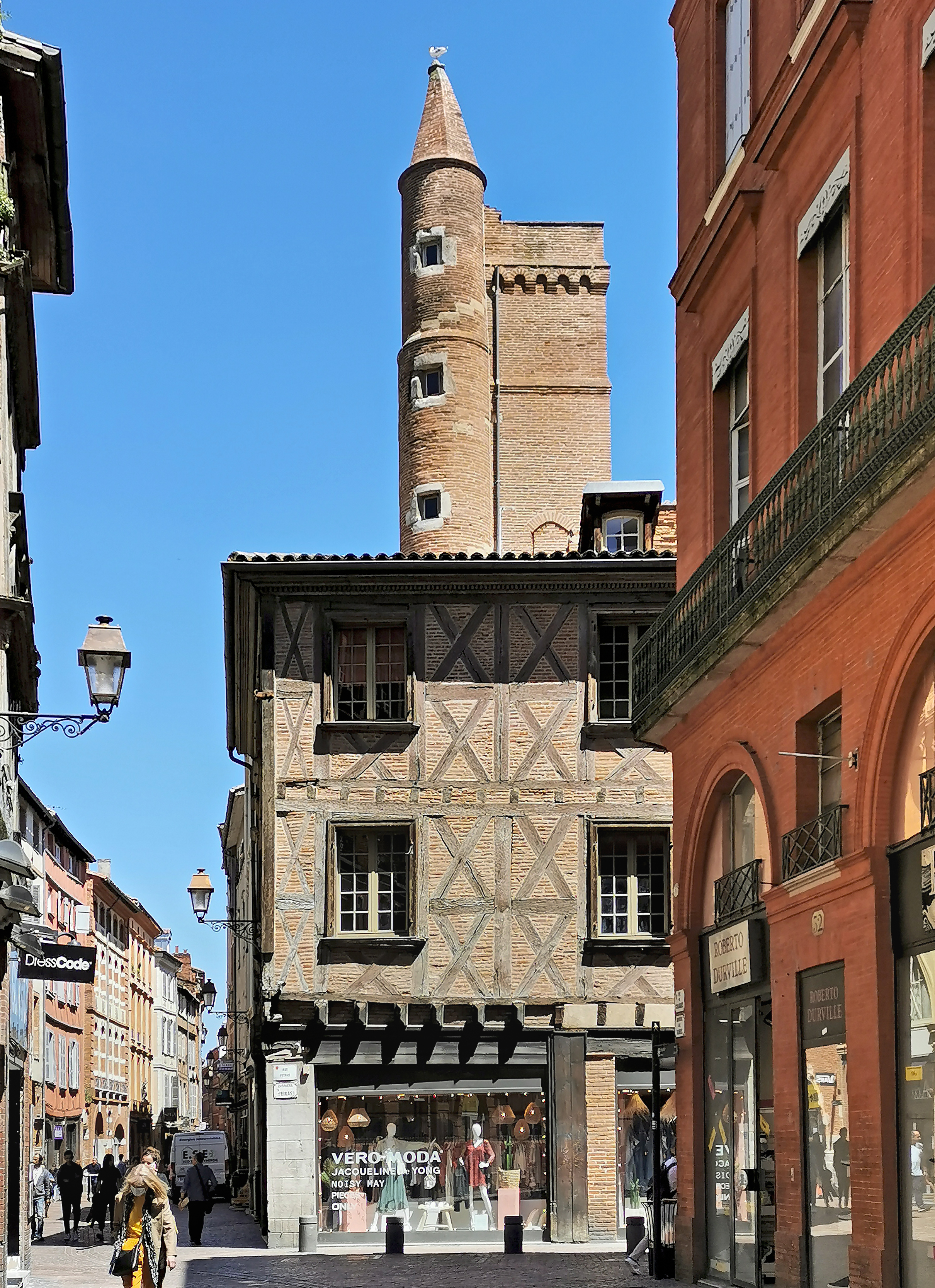
Turm von Serta (15.–16. Jahrhundert)
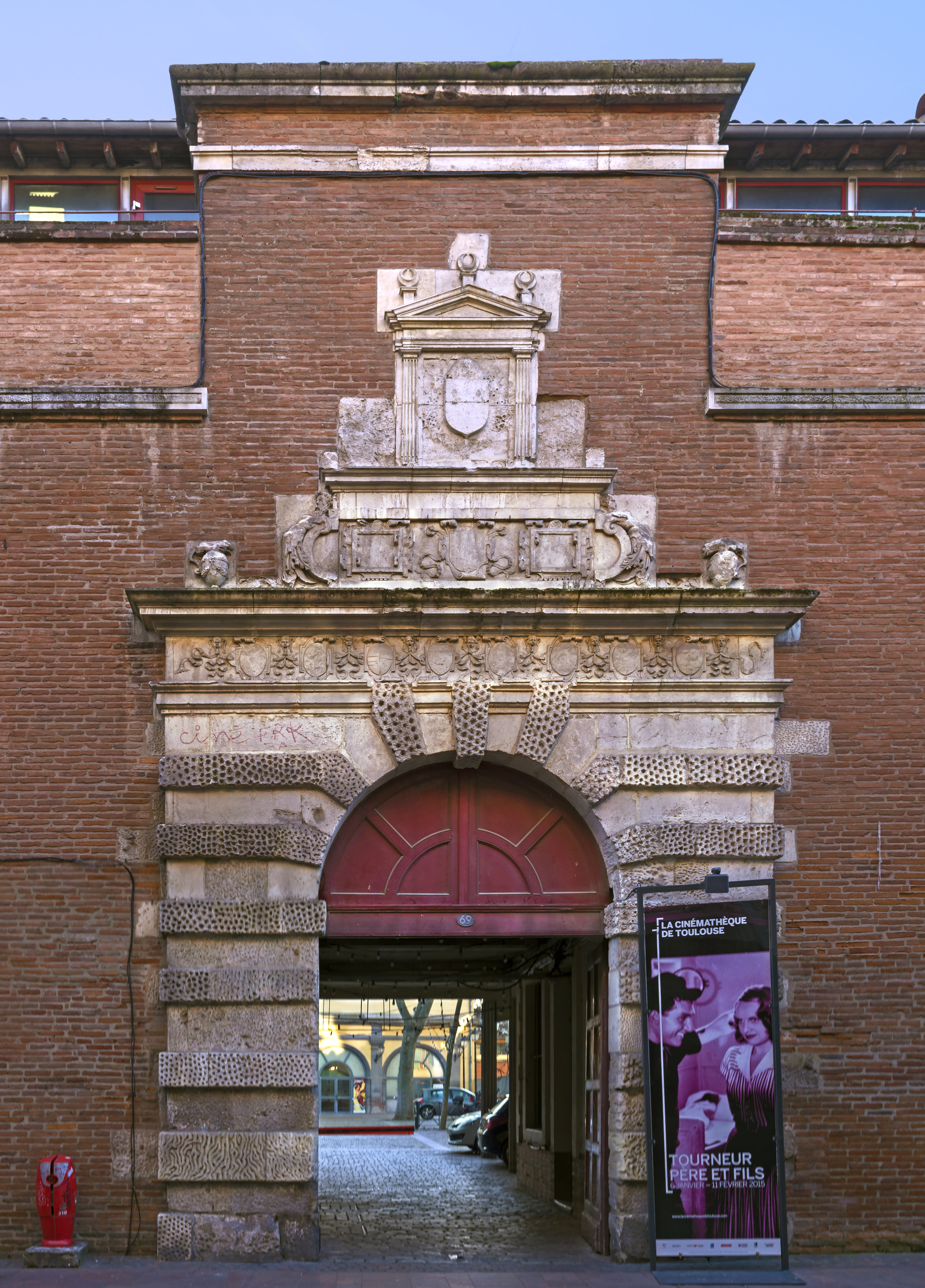
Universitätsportal (16. Jahrhundert)
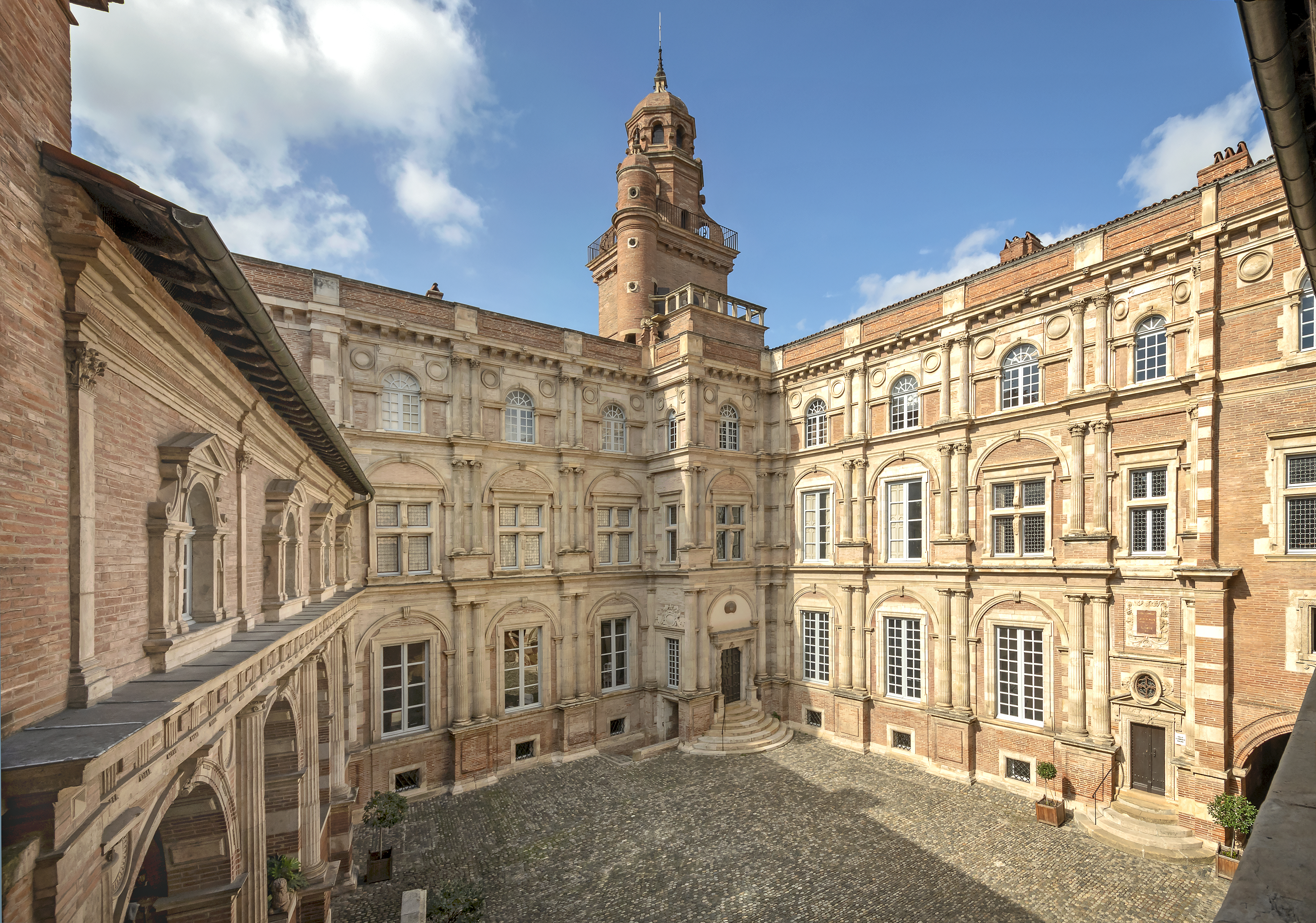
Hôtel Assézat (16. Jahrhundert)
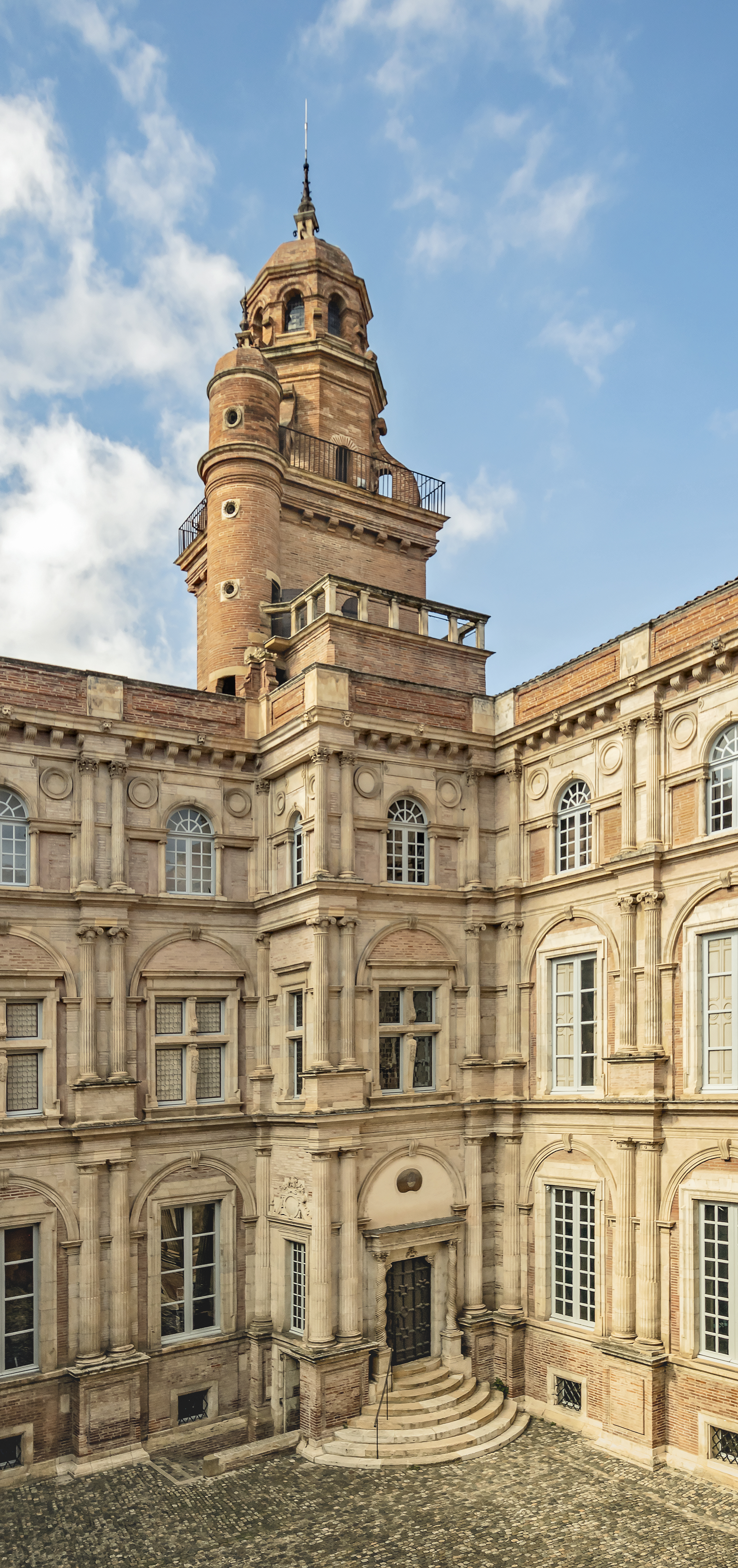
Turm Assézat (16. Jh.)
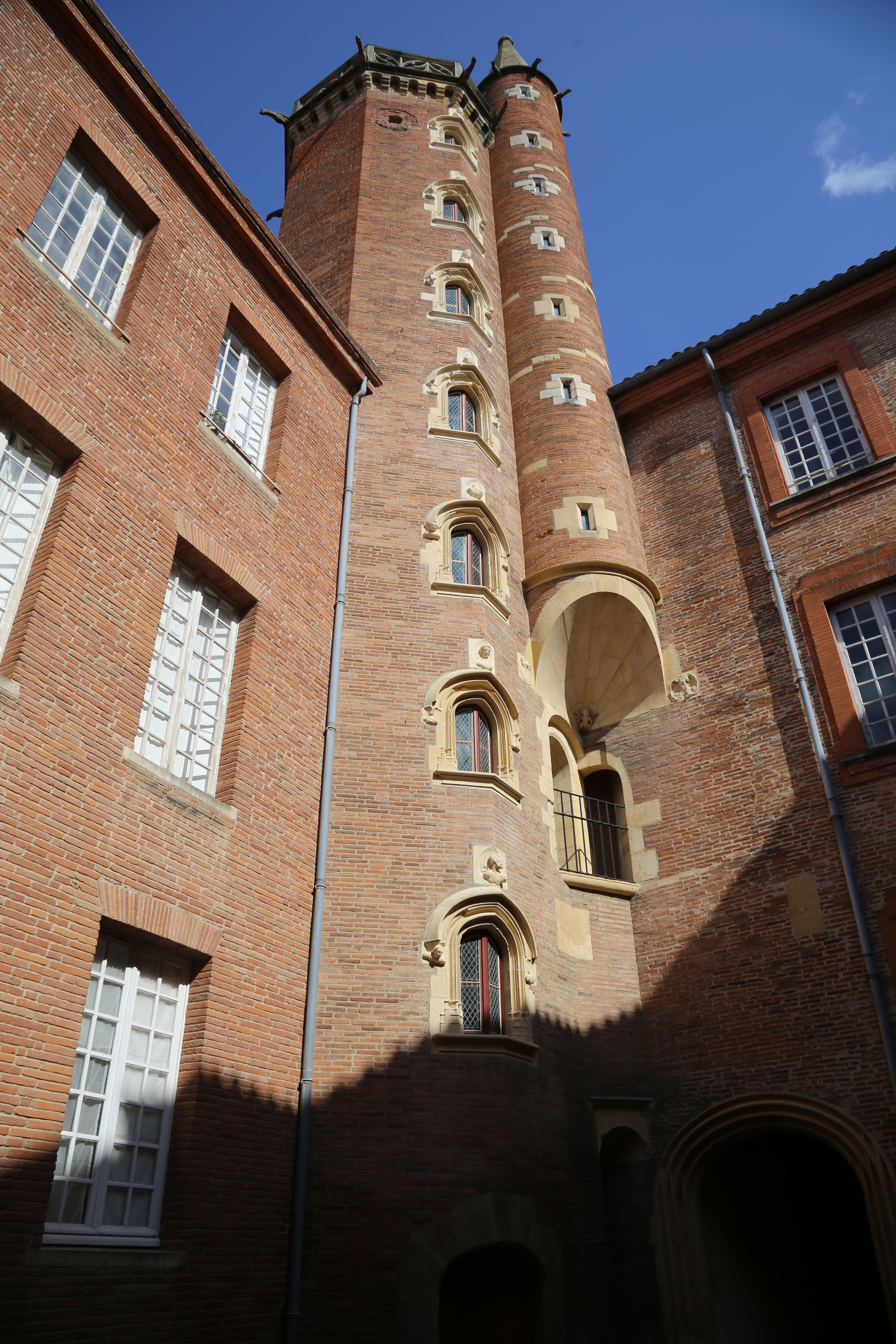
Hôtel de Bernuy (16. Jahrhundert)
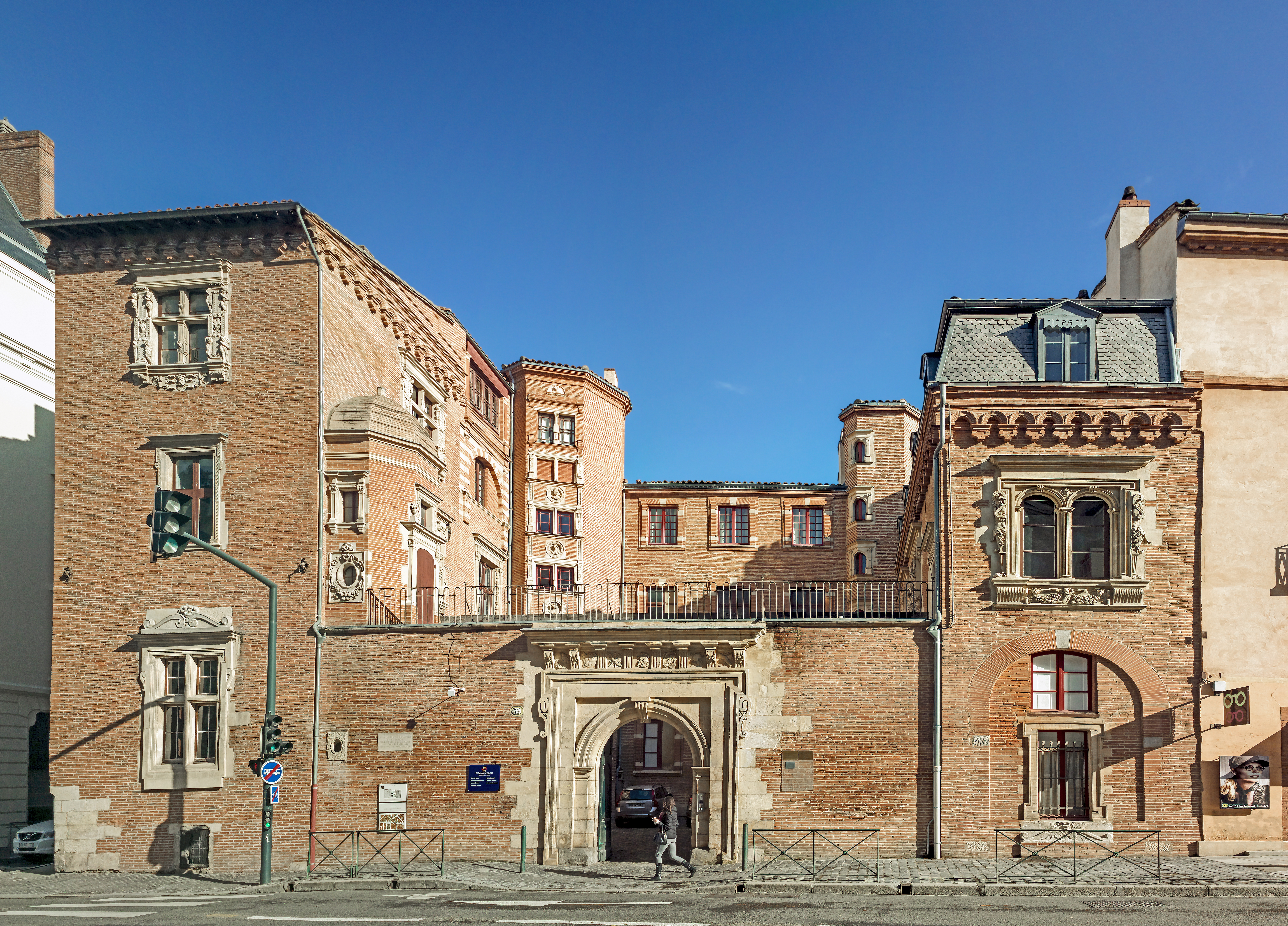
Hôtel du Vieux Raisin (16. Jahrhundert)
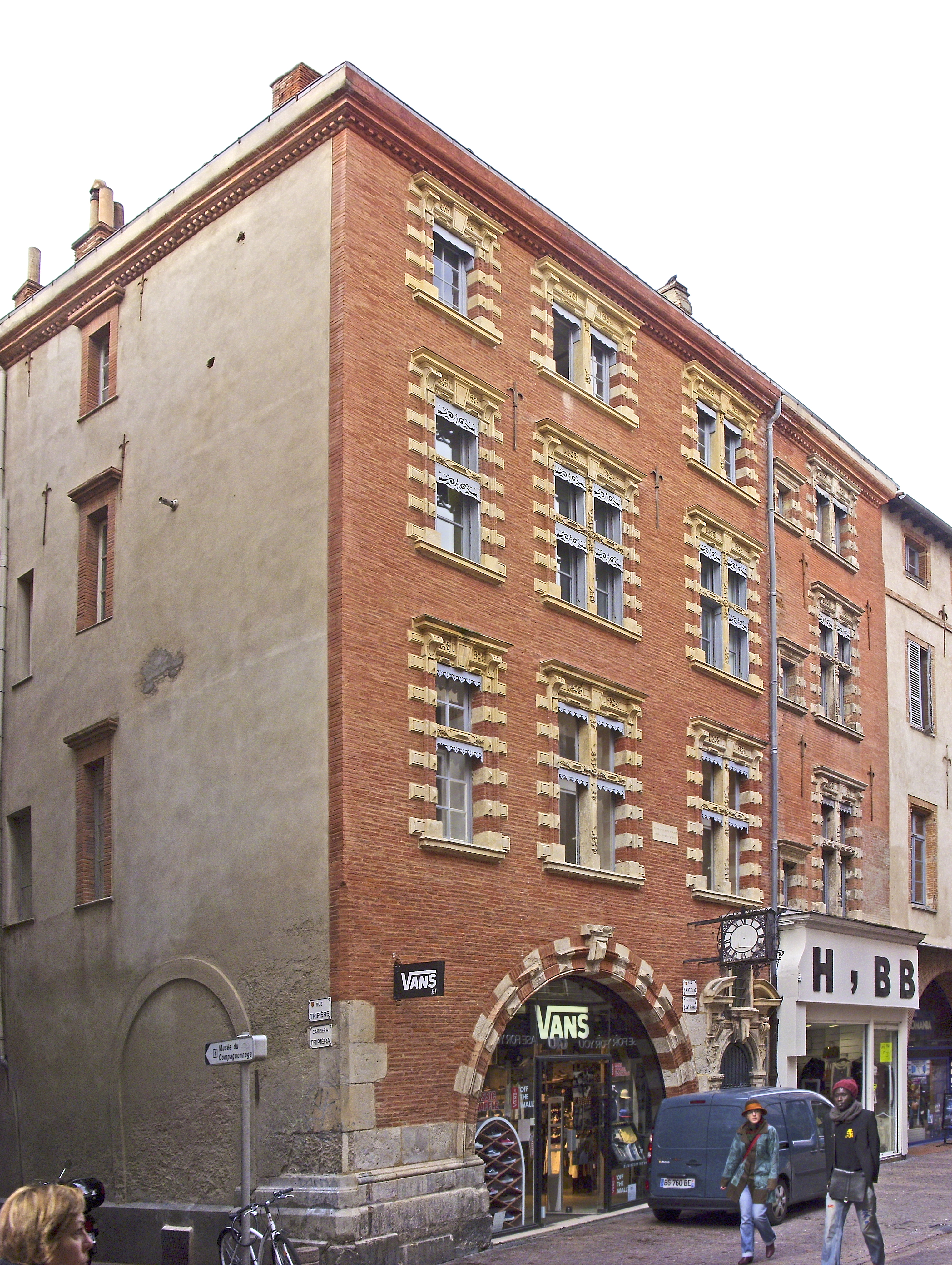
Hôtel Comère (17. Jahrhundert)
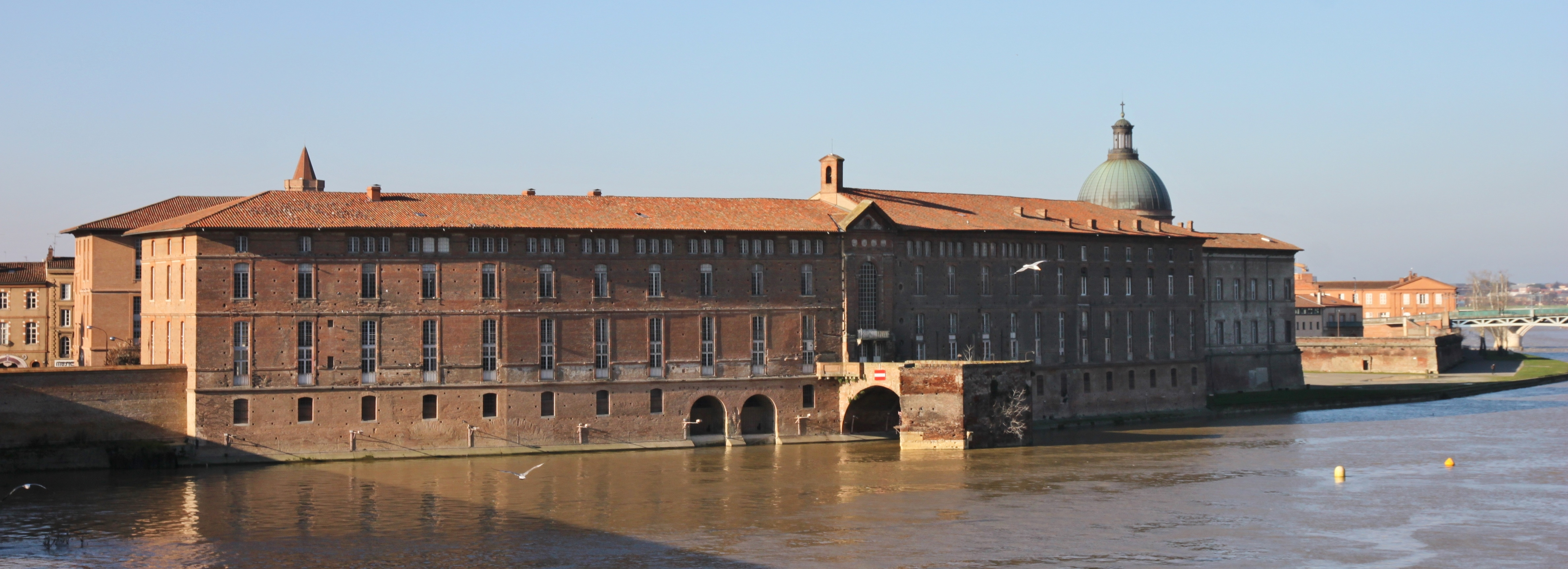
Hôtel-Dieu (12.–19. Jahrhundert)
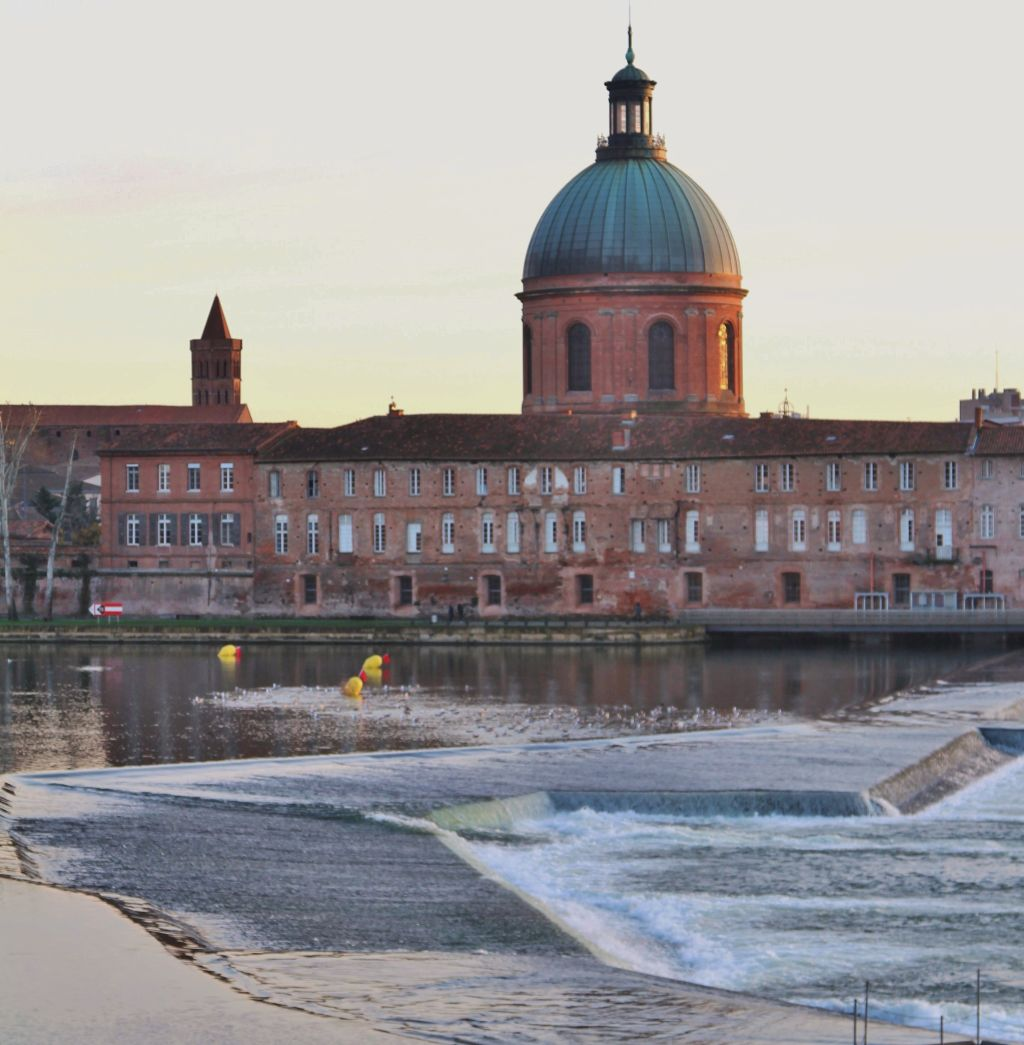
La Grave (12.–18. Jahrhundert)
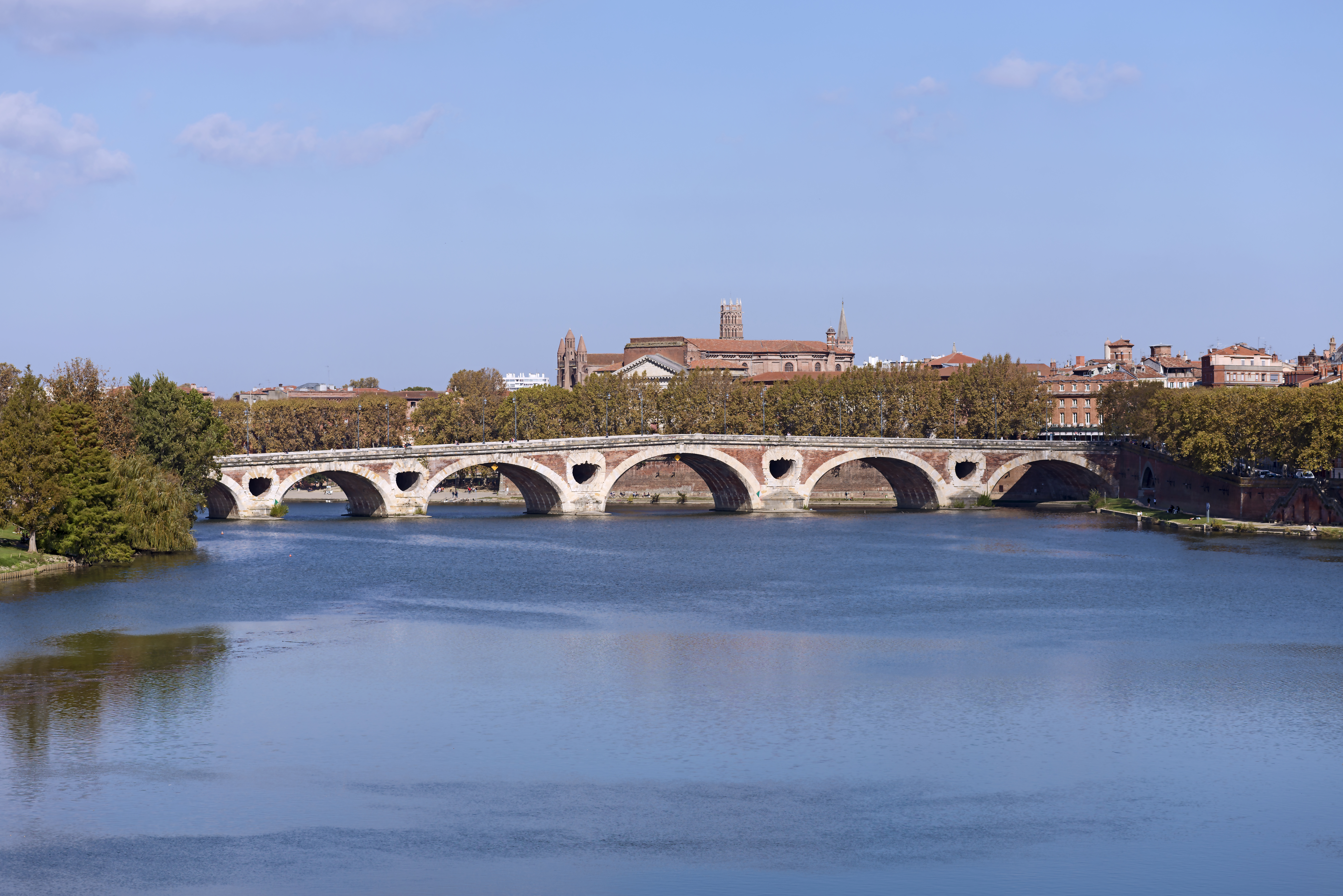
Neue Brücke (16.–17. Jahrhundert)
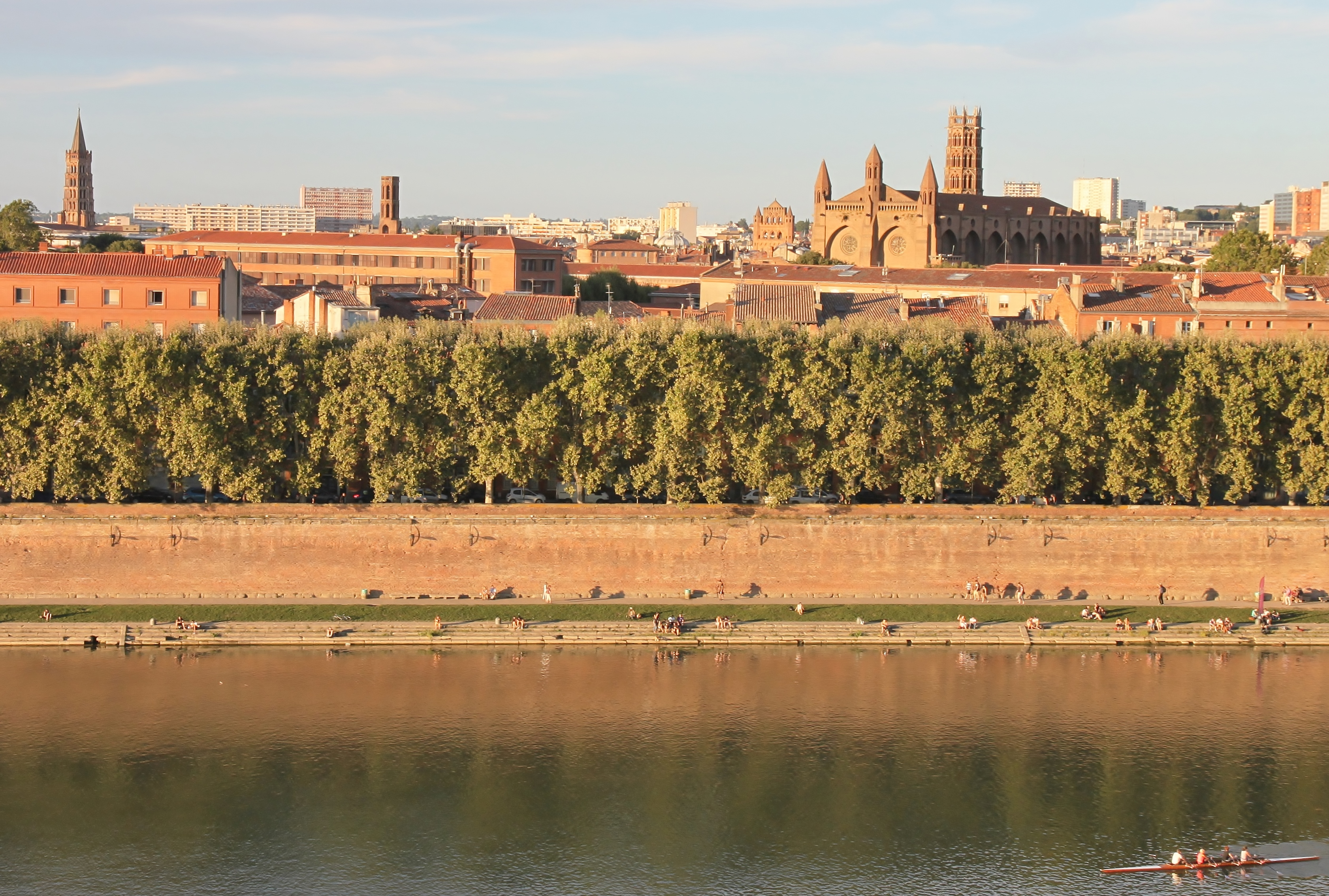
Ufer der Garonne
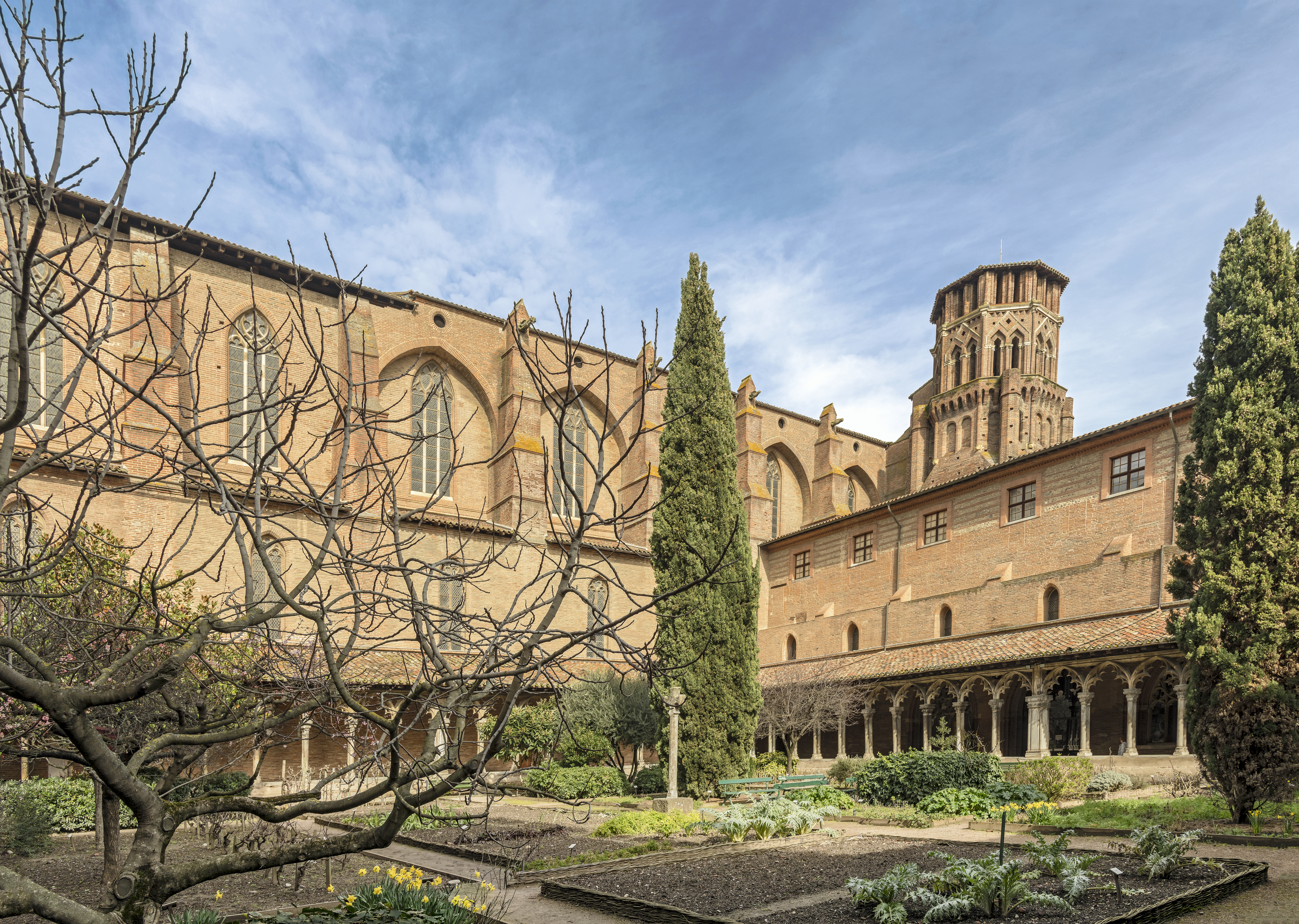
Augustinerkloster (14. Jahrhundert)
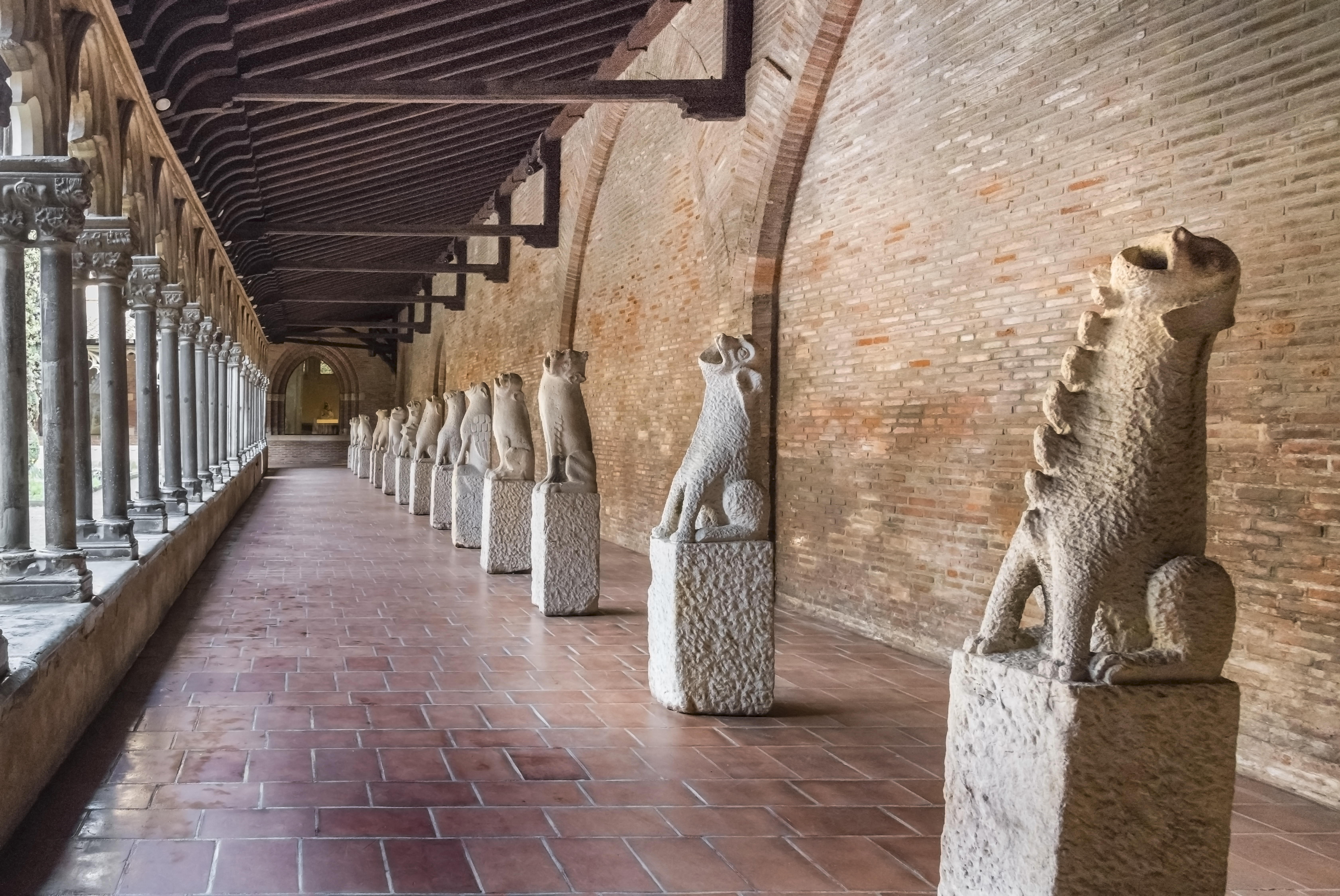
Augustinerkloster (14. Jahrhundert)
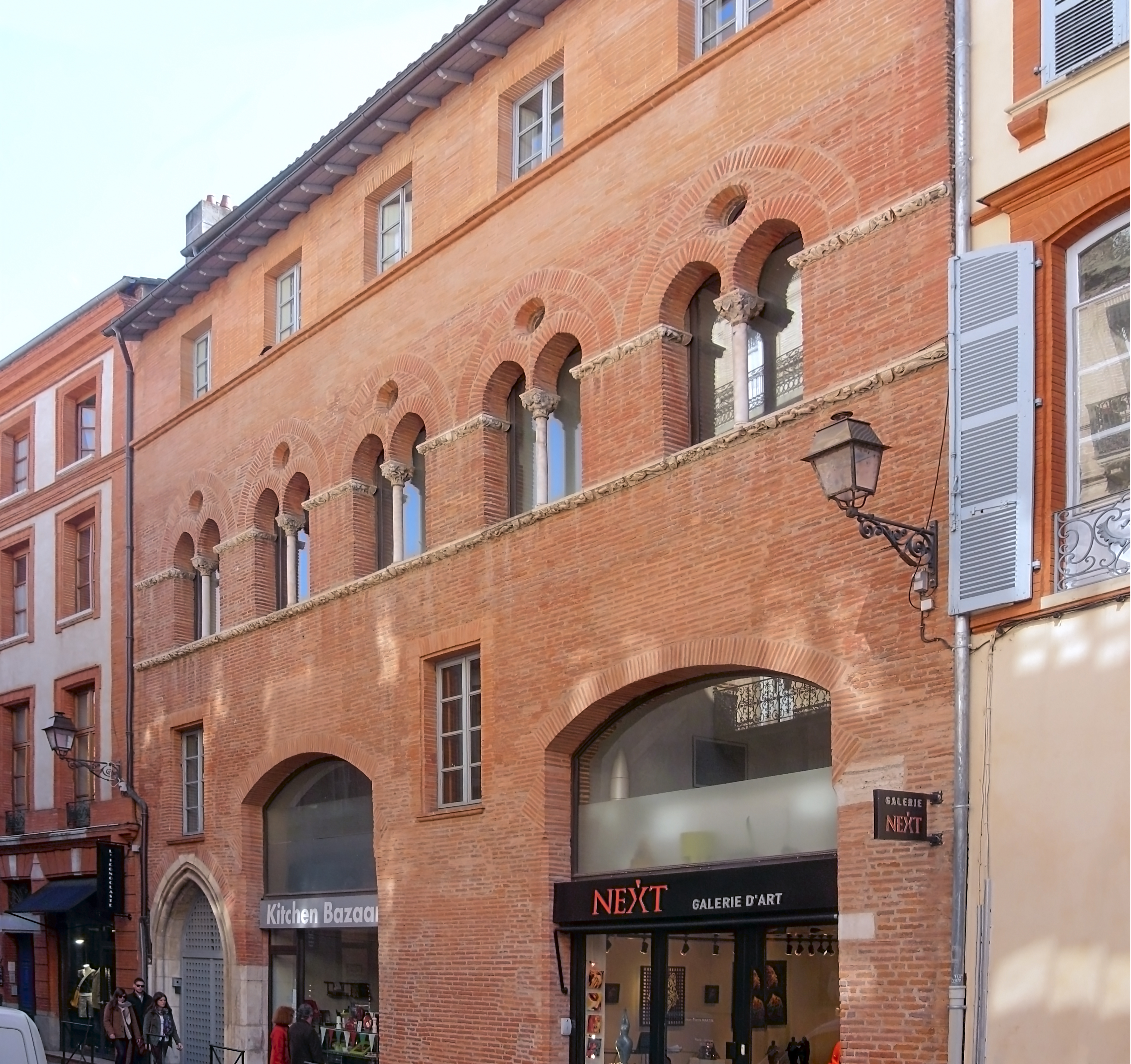
Romanisch-gotisches Haus (13. Jahrhundert)
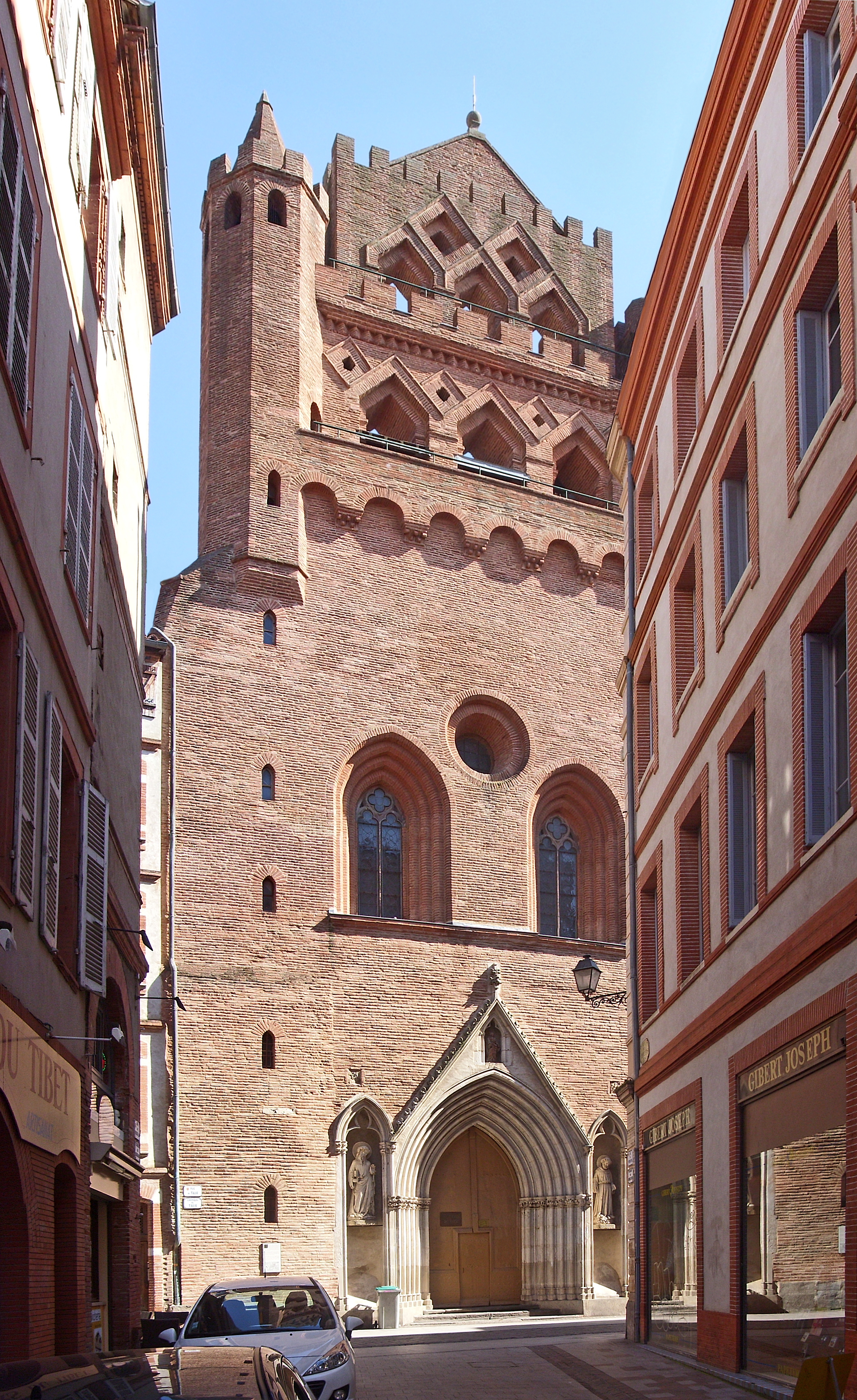
Kirche Notre-Dame du Taur (14. Jh.)
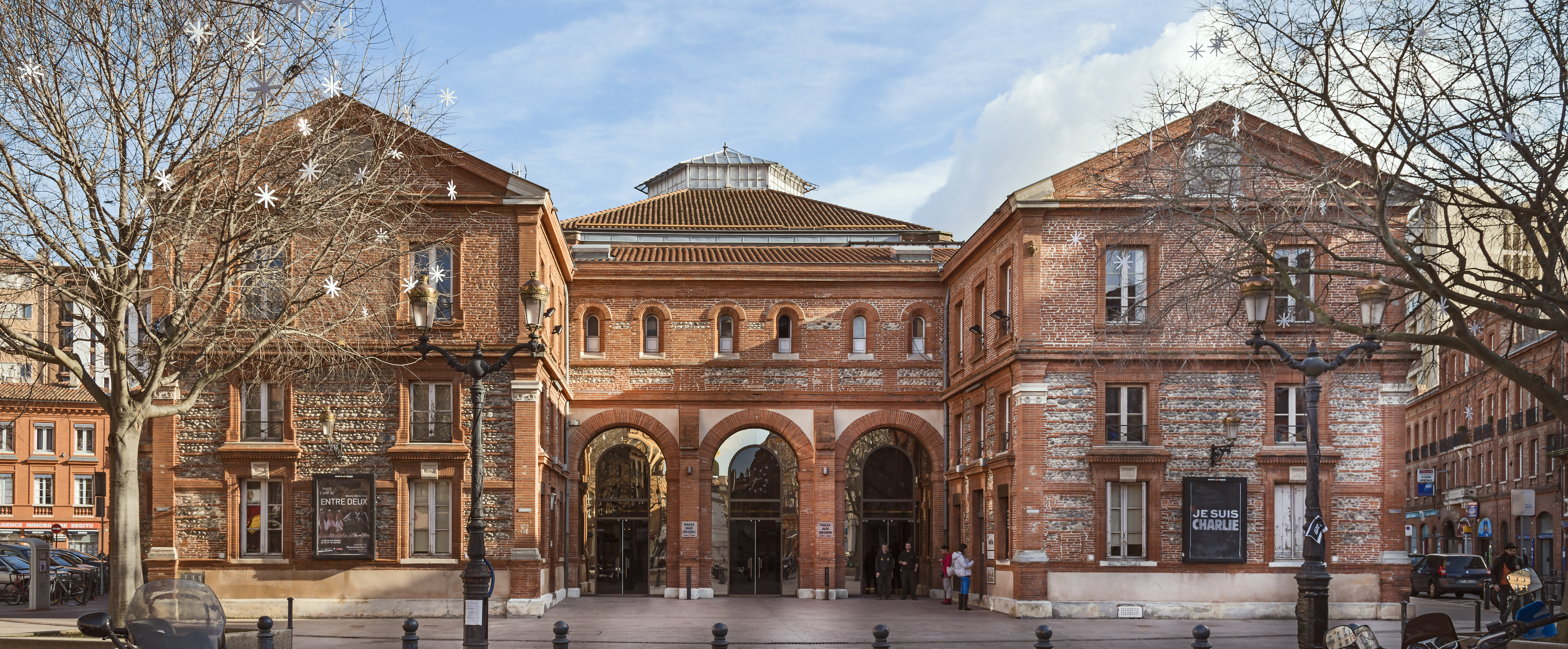
Konzertsaal Halle aux Grains (19. Jahrhundert)

## Wirtschaft und Infrastruktur
Seit den 1980er Jahren hat sich Toulouse zu einem der bedeutendsten Luftfahrtzentren der Welt entwickelt. Etwa 34.000 Beschäftigte arbeiten in diesem Industriezweig, der in Toulouse bereits eine lange Tradition hat:
- Um 1890 konstruierte Clément Ader in Muret (25 km südlich von Toulouse) bereits mehrere motorisierte Fluggeräte.
- Im Ersten Weltkrieg wurde die französische Flugzeugproduktion nach Toulouse verlagert, da die Stadt aufgrund ihrer Entfernung vom Kriegsgeschehen als sicher galt.
- Ab 1919 starteten von hier aus Postflüge zunächst nach Marokko, dann weiter nach Dakar und über den Atlantik nach Süd- und später Nordamerika. Unter den Piloten, für die Toulouse der Heimatflughafen war, war auch der französische Autor Antoine de Saint-Exupéry.
- In den 1960er Jahren entschloss sich die französische Regierung, alle zivilen Luftfahrtaktivitäten hier zu konzentrieren. Hier wurde von Sud Aviation u. a. die Caravelle gebaut und das Nachfolgeunternehmen Aérospatiale fertigte in Toulouse die französischen Concorde-Maschinen. Heute liegen auf dem Werksgelände am Flughafen Toulouse-Blagnac Airbus France und die Konzernzentrale der Airbus SAS. Airbus ist der größte Arbeitgeber der Stadt. In Toulouse findet die Endmontage von Airbus A320, Airbus A330 und Airbus A350 statt.[12]

Die Stadt besitzt neben der Luft- (Airbus und ATR) und Raumfahrtindustrie (Airbus Defence and Space) auch Maschinenbau, Eisen- und Textilindustrie und ist dazu ein großes Handels- und Verkehrszentrum. So hat zum Beispiel General Logistics Systems France seinen Sitz in der Stadt.
Toulouse hat ein modernes Konferenzzentrum und seit 1999 eine Zénith genannte Multifunktionshalle mit 9.000 Plätzen.

### Verkehr

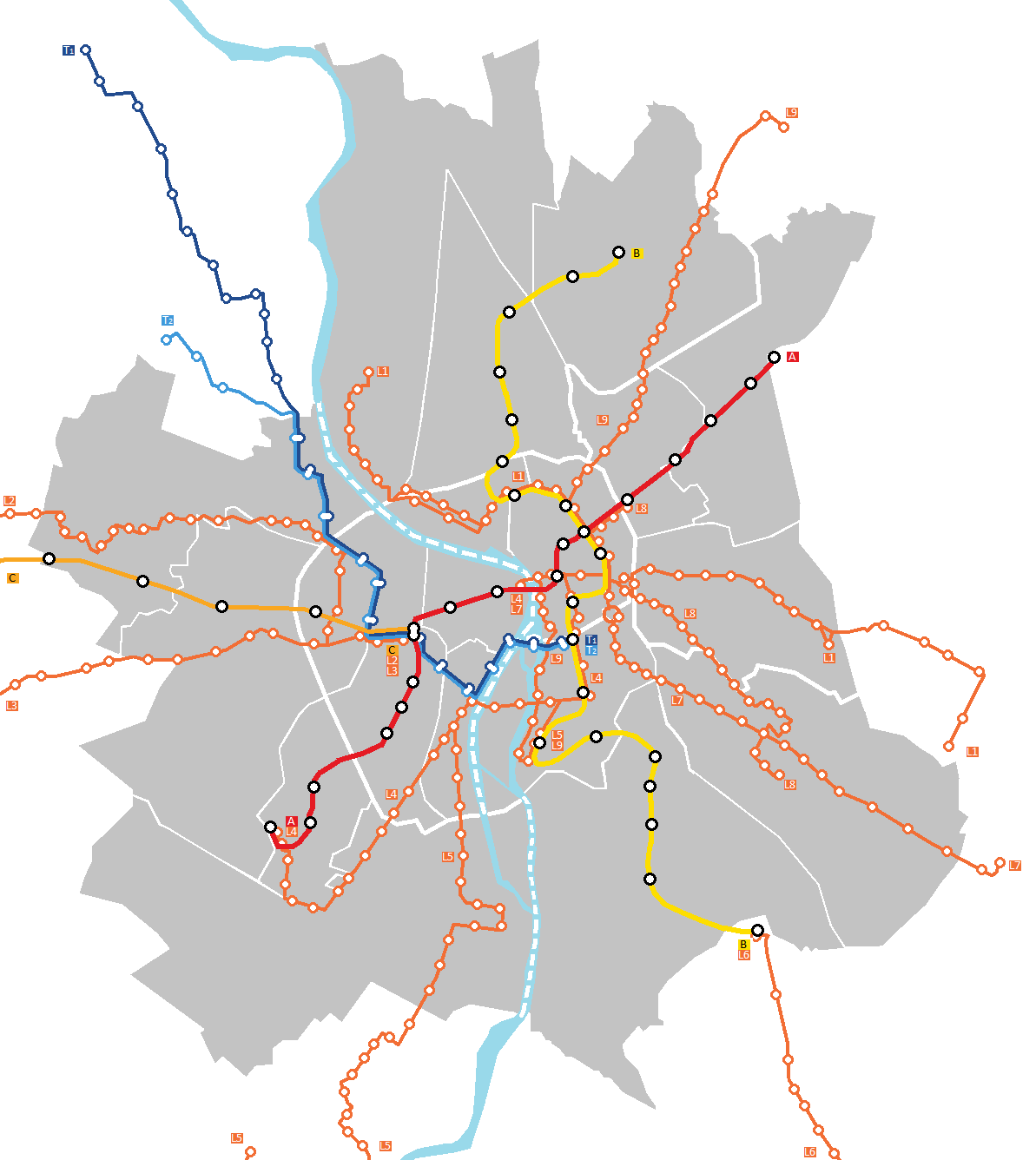
ÖPNV-Karte von Toulouse mit U-Bahn-Linien (A, B), S-Bahn (C), Straßenbahnlinien (T) und dem Lineo-Busnetz (L)

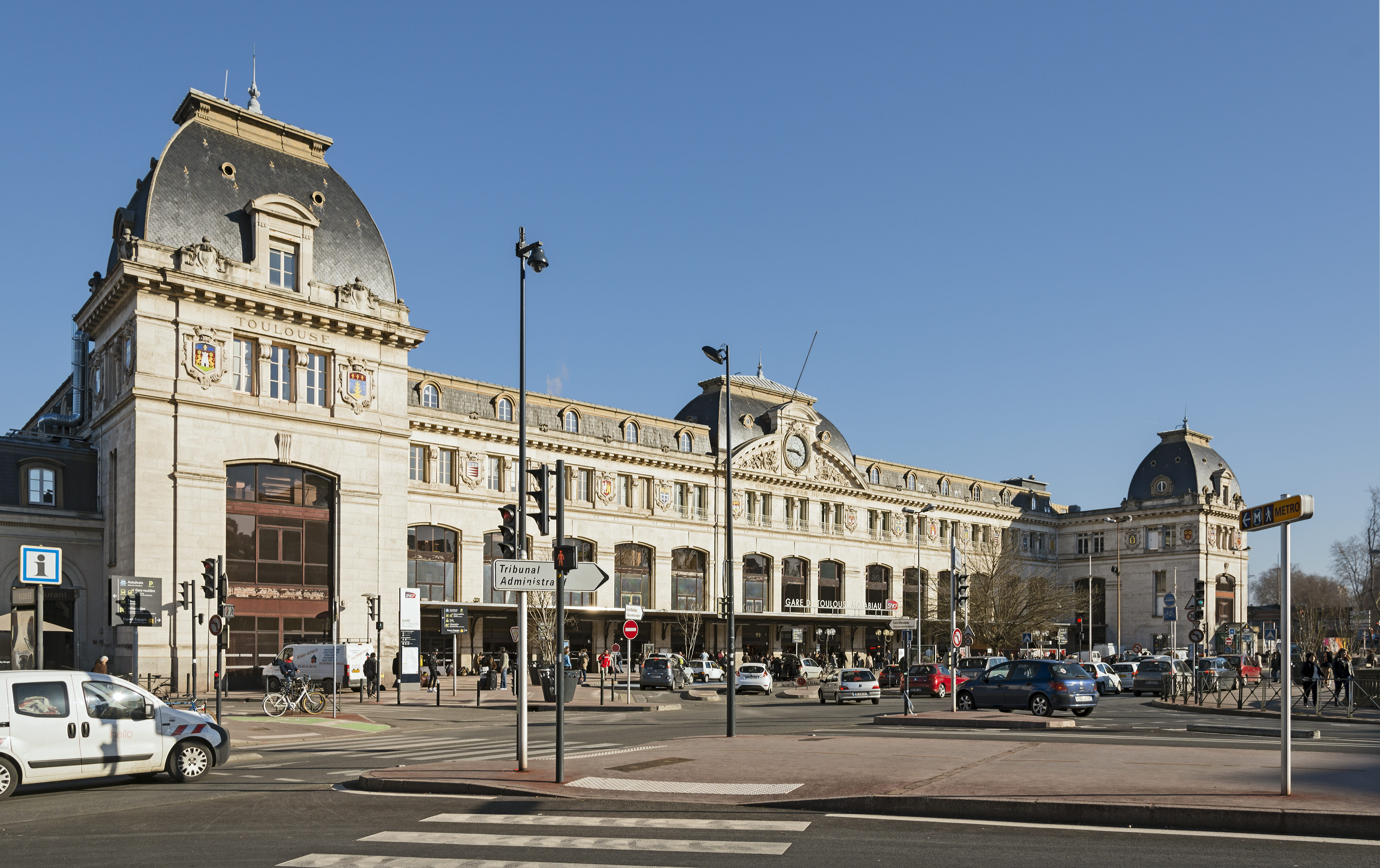
Gare Matabiau

Bei Toulouse liegt der Flughafen Toulouse-Blagnac. Er wird sowohl für den Linienverkehr als auch als Werksflughafen vom Flugzeughersteller Airbus genutzt. Der Hauptbahnhof von Toulouse, der Gare Matabiau, befindet sich nordöstlich des Stadtkerns, der Busbahnhof in seiner direkten Nachbarschaft. Heute dauert die Fahrt in die Hauptstadt knapp viereinhalb Stunden; mit der geplanten Schnellfahrstrecke LGV Bordeaux–Toulouse soll die Fahrtzeit nach Paris auf rund drei Stunden verkürzt werden.

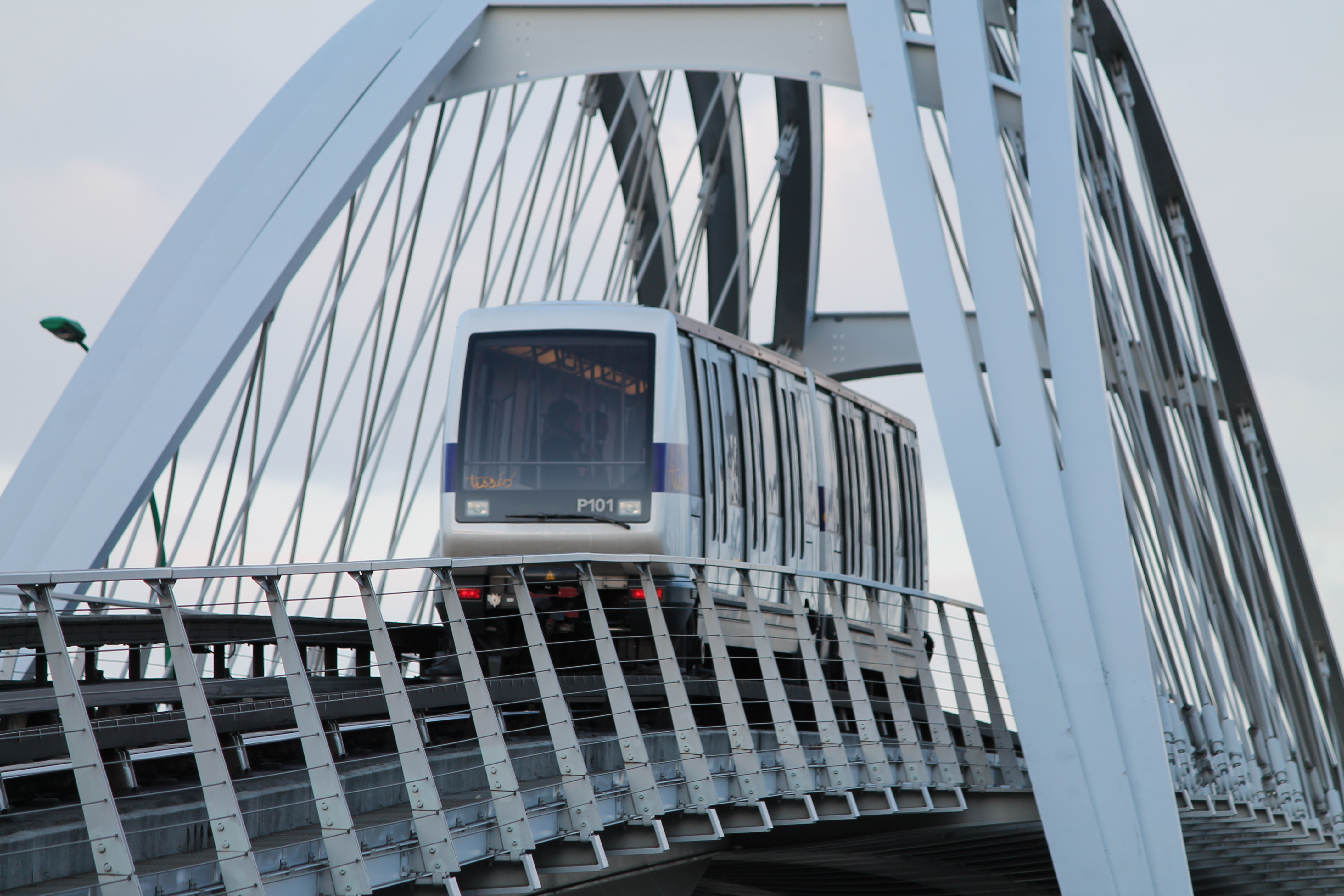
Métro Toulouse

Seit 1993 gibt es eine U-Bahn (Métro Toulouse), die mit der Linie A zunächst einen verbesserten Transport zwischen Osten und Westen der Stadt gewährleistete. Die Linie B, die in Nord-Süd-Richtung verläuft, wurde im Sommer 2007 eingeweiht. Im Dezember 2010 kam eine elf Kilometer lange Straßenbahnlinie vom Verkehrsknotenpunkt Arènes in Richtung Nordwesten, unter anderem nach Blagnac, hinzu, die im Dezember 2013 über die Pont Saint-Michel hinweg bis an den Rand der Innenstadt verlängert wurde. Eine Zweigstrecke zum Flughafen wurde 2015 eingeweiht. Darüber hinaus wird der Personennahverkehr durch Busse unterstützt.
Als wichtiges Verkehrsmittel hat sich auch der Fahrrad-Leihservice „VélôToulouse“ etabliert. An 253 Stationen in der Stadt können rund um die Uhr Fahrräder entliehen werden.
Die Stadt ist von einem typisch französischen, gebührenfreien Autobahnring (Périphérique) umgeben, der in den Stoßzeiten, zwischen 8:30 Uhr und 9:30 Uhr sowie von 16:30 Uhr bis 18:00 Uhr, von hohem Verkehrsaufkommen geprägt ist. Im Stadtzentrum gilt jeweils am ersten Sonntag im Monat ein Fahrverbot für Pkw.
Bis zum Beginn des 20. Jahrhunderts hatte der Canal du Midi noch wesentlich zur wirtschaftlichen Prosperität von Toulouse beigetragen. Heute wird die Wasserstraße vor allem touristisch genutzt, etwa für Hausboote. Beispielsweise können Besucher mit Bootstouren Toulouse vom Canal du Midi oder auf der Garonne erkunden. Mit dem Projekt Grand Parc Garonne sollen in den nächsten Jahren die Ufer der Garonne aufgewertet werden. Geschaffen werden soll ein großer Park, der zur Erholung und für kulturelle Ereignisse dienen soll. Die Arbeiten schließen rund 32 km der Flussufer ein und betreffen auch umliegende Gemeinden.

## Sport

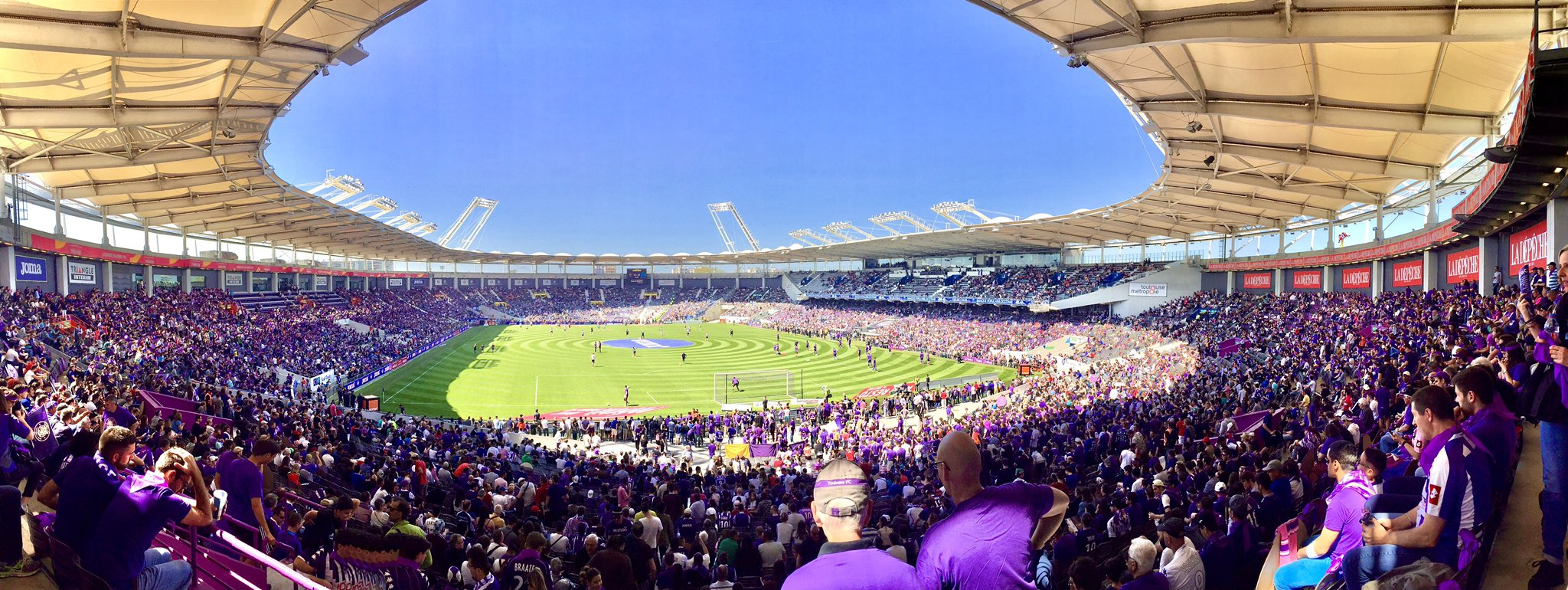
Stadium Municipal

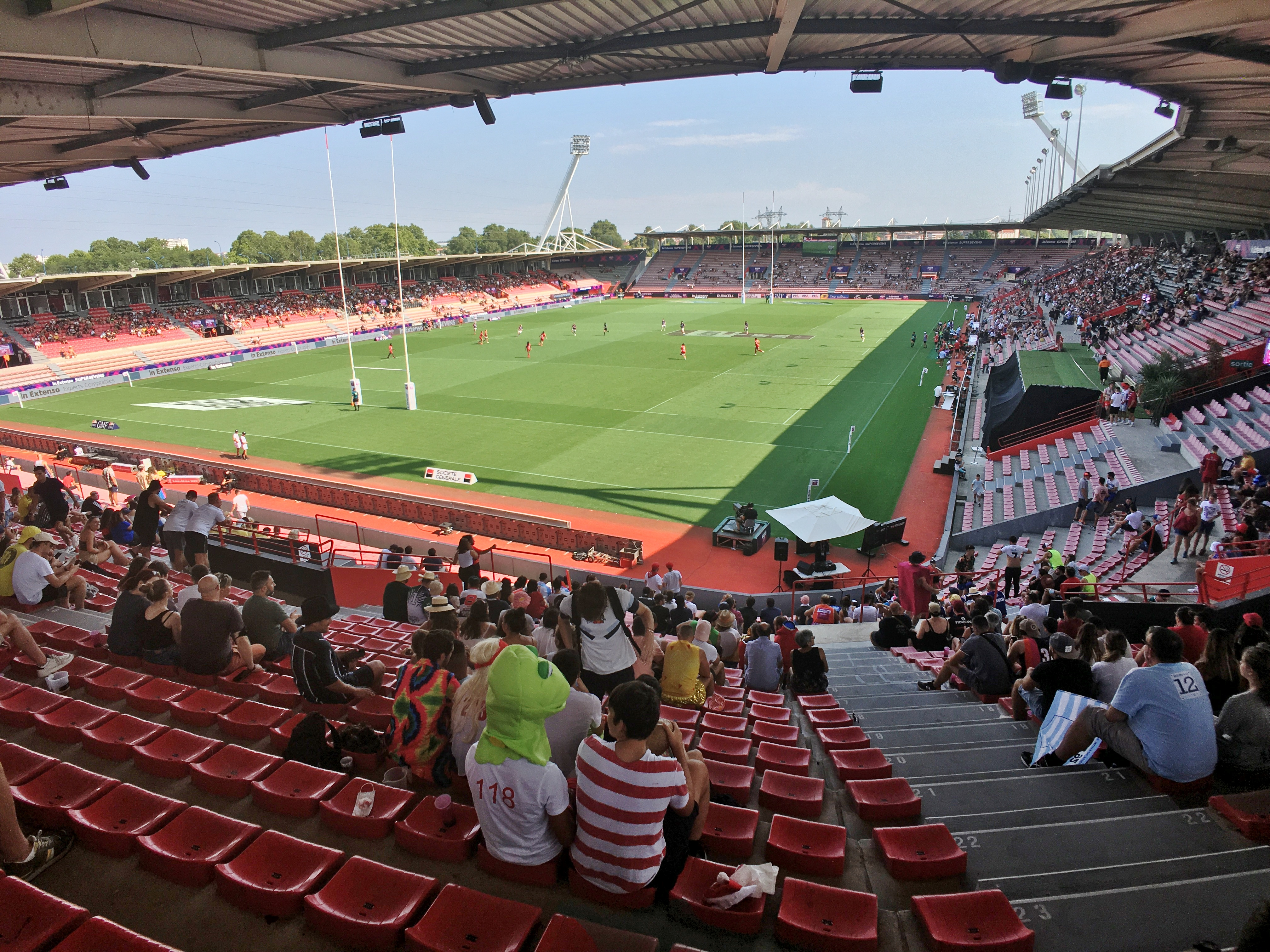
Stade Ernest-Wallon

Sportliches Aushängeschild der Stadt ist zuallererst der 1907 gebildete Verein Stade Toulousain, mit bisher 19 Titeln französischer Rekordmeister im Rugby Union, das im Südwesten Frankreichs sehr populär ist. Als erfolgreichster Club auf nationaler und internationaler Ebene gewann Stade zudem viermal den zwischen 1995 und 2014 ausgetragenen europäischen Pokalwettbewerb Heineken Cup. Die Heimspiele werden im Stade Ernest-Wallon im Nordwesten der Stadt ausgetragen. Toulouse war einer der Austragungsorte der Rugby-Union-Weltmeisterschaften 1991, 1999, 2007 und 2023.
Auch im weniger verbreiteten Rugby League ist Toulouse vertreten: Toulouse Olympique XIII, 1937 gegründet, konnte bisher sechs französische Meistertitel gewinnen und spielt ab 2016 in der dritten englischen Liga (League 1). In der französischen Meisterschaft wird Toulouse nun durch das Farmteam Toulouse Olympique Broncos repräsentiert.
Fenix Toulouse Handball ist ein Handballverein aus Toulouse, der 1964 gegründet wurde. Ihre Heimspiele trägt die Mannschaft im insgesamt 5000 Plätze fassenden Gymnase Compans Cafarelli aus. Als größten Erfolg der Vereinsgeschichte kann man den Gewinn des französischen Handballpokals im Jahr 1998 zählen.
Auch im Fußball ist die Stadt schon lange in der höchsten Liga Frankreichs vertreten, bei den Männern durch den 1970 gegründeten Toulouse FC, der sich zudem auf die Traditionen seines von 1937 bis 1967 existierenden, gleichnamigen Vorgängers beruft. Einen französischen Meistertitel haben bisher aber beide nicht gewinnen können. Ihre Heimspiele trägt die Mannschaft des Téfécé im Stadium Municipal aus. Erfolgreicher waren die Fußballerinnen aus der „rosafarbenen Stadt“. Olympique Mirail und Olympique Aérospatial Club spielten ebenfalls über Jahre erstklassig, und der TOAC wurde um die Jahrtausendwende sogar drei Mal Landesmeister; einen vierten Titel gewannen die Spielerinnen, nachdem die Frauenfußballabteilung zum Lokalrivalen TFC gewechselt war, 2002 unter dessen Namen.

## Typische Küche
Typisch für die Küche von Toulouse ist das Cassoulet, ein Eintopf aus weißen Bohnen und verschiedenen Fleischsorten, zu dem in Toulouse in jedem Fall Confit d’oie – eingemachtes Gänsefleisch – und Landwurst gehört. Auch Terrines de foie gras (Geflügelstopfleber) und magret de canard – Entenbrust mit grünen Bohnen – gehören zur stadttypischen Küche. Violettes de Toulouse sind gezuckerte Veilchen, mit denen Süßspeisen aller Art verziert sind; dazu Veilchenlikör. Rund um den Marché Victor Hugo finden sich zahlreiche Chocolatiers und Käsegeschäfte.

## Persönlichkeiten
Berühmte, aus Toulouse stammende Persönlichkeiten sind unter anderem der Staatsmann Jean-Baptiste de Villèle, der Sänger und Dichter Claude Nougaro, der Politiker Jean-Louis Debré, der Schriftsteller Bernard Werber sowie der Fußballspieler Gaël Clichy.
Von 1631 bis 1665 war Pierre de Fermat, der bedeutendste Mathematiker der ersten Hälfte des 17. Jahrhunderts, Parlamentsrat (conseiller au parlement) von Toulouse. Er ist zwar im nahegelegenen Beaumont-de-Lomagne geboren, wird aber von der Stadt Toulouse und ihren Historikern als gloire de Toulouse („Ruhm von Toulouse“) vereinnahmt. In Toulouse wirkte Marguerite Dilhan, eine Juristin, die als erste Frau in Frankreich vor dem Cour d’assises auftrat.

## Klimatabelle
|                       | Jan | Feb  | Mär  | Apr  | Mai  | Jun  | Jul  | Aug  | Sep  | Okt  | Nov  | Dez |   |      |
| Mittl. Tagesmax. (°C) | 9,0 | 10,8 | 13,4 | 16,1 | 20,0 | 23,9 | 27,4 | 26,7 | 24,3 | 19,2 | 12,9 | 9,4 | ⌀ | 17,8 |
| Mittl. Tagesmin. (°C) | 1,8 | 2,9  | 4,0  | 6,5  | 9,6  | 12,8 | 15,2 | 15,0 | 12,7 | 9,5  | 5,0  | 2,5 | ⌀ | 8,2  |
|                       |     |      |      |      |      |      |      |      |      |      |      |     |   |      |
| Niederschlag (mm)     | 55  | 55   | 58   | 64   | 73   | 58   | 41   | 47   | 48   | 52   | 49   | 56  | Σ | 656  |
|                       |     |      |      |      |      |      |      |      |      |      |      |     |   |      |
| Sonnenstunden (h/d)   | 2,9 | 3,9  | 5,3  | 5,9  | 6,8  | 7,8  | 8,9  | 7,8  | 7,0  | 5,2  | 3,4  | 2,5 | ⌀ | 5,6  |
|                       |     |      |      |      |      |      |      |      |      |      |      |     |   |      |
| Regentage (d)         | 10  | 9    | 11   | 11   | 10   | 8    | 5    | 6    | 7    | 7    | 9    | 9   | Σ | 102  |
|                       |     |      |      |      |      |      |      |      |      |      |      |     |   |      |
| Luftfeuchtigkeit (%)  | 89  | 82   | 77   | 75   | 75   | 72   | 70   | 70   | 77   | 83   | 87   | 90  | ⌀ | 78,9 |

| 1,8 |

| 2,9 |

| 4,0 |

| 6,5 |

| 9,6 |

| 12,8 |

| 15,2 |

| 15,0 |

| 12,7 |

| 9,5 |

| 5,0 |

| 2,5 |

| 1,8 |

| 2,9 |

| 4,0 |

| 6,5 |

| 9,6 |

| 12,8 |

| 15,2 |

| 15,0 |

| 12,7 |

| 9,5 |

| 5,0 |

| 2,5 |